# T-34
T-34/T-34-85（Т-34 テー・トリーッツァチ・チトゥーリィ）は、1939年に開発され第二次世界大戦から冷戦時代にかけてソビエト連邦を中心に使用された中戦車、主力戦車の一つ。

## 開発

### 背景
1930年代前半に導入されたBTシリーズは、スペイン内戦（1936年～1939年）やノモンハン事件（1939年）の戦訓で機動力は申し分ないが、防御力に問題のあることが浮き彫りとなり、その快速性を受け継ぐ新たな中戦車が求められるようになった。そこで開発されたのがT-34である。
1939年の時点で、ソ連軍で最も数が多かった戦車はT-26軽戦車と、BTシリーズの快速戦車であった。T-26は、動きの遅い歩兵戦車で、戦場の歩兵と同じペースで進軍するように設計されていた。一方、BT戦車は巡航戦車で、敵の歩兵と戦うのではなく敵の戦車と戦うために非常に快速の軽戦車として設計されていた。少数のT-35などの多砲塔戦車も存在したが、いずれも装甲は薄く、小銃・機関銃の射撃に対しては耐弾性があったが、対戦車ライフルや PaK 36 対戦車砲の攻撃には耐えられなかった。いずれも1930年代の初期からソ連が外国の設計を基にして開発したもので、T-26はイギリス製のヴィッカース 6トン戦車、BTはアメリカ人技術者ジョン・W・クリスティーの戦車が原型であった。

### A-20

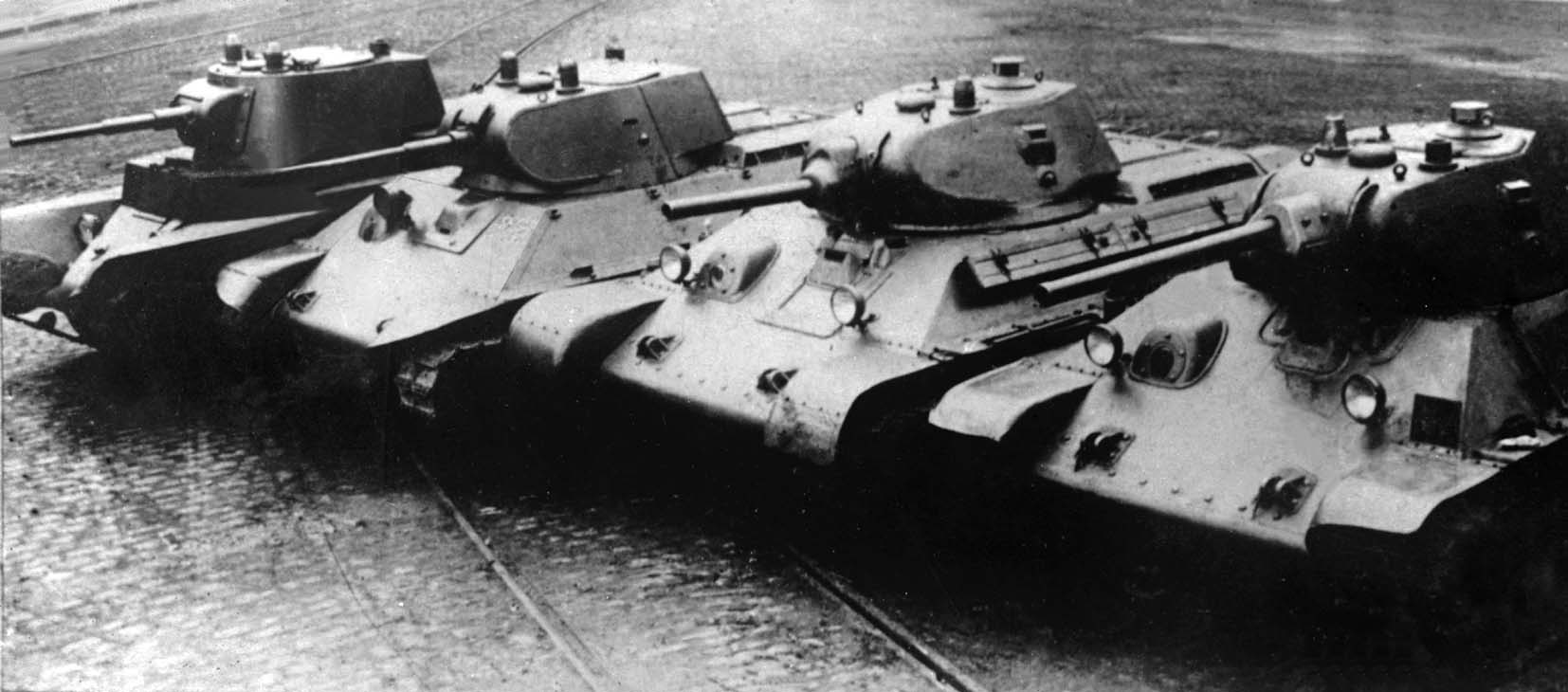
左からBT-7M、A-20、T-34 1940年式、T-34 1941年式。年を追うごとの車幅拡大が見て取れる。

1937年、ソ連軍は技師のミハイル・コーシュキンをBT戦車の後継戦車開発チームのリーダーに指名し、その作業はハリコフ（現：ハルキウ）のハリコフ機関車工場 (KhPZ) で行われた。
A-20型（別名BT-20）と呼ばれた試作戦車は、装甲の厚みを20 mm とし、45 mm 砲 M1934を装備し、ガソリンよりは燃えにくい軽油を用いたV型12気筒の新型エンジンであるV-2ディーゼルエンジンを採用した。また、BT戦車の8×2輪のコンバーチブル・ドライブ（道路を走る場合には履帯を取り外して車輪で走行できる機能）を継承し、A-20では8×6輪のコンバーチブル・ドライブを採用しており、これにより履帯無しでも走行できた(Zheltov 1999)。この特長により、1930年代の信頼性の低い履帯のメンテナンスや修理作業を大幅に削減でき、さらに舗装道路上では時速85キロメートルでの走行が可能となったが、戦闘にはあまり役立たない特長であるとも言えた。結局、設計者らは空間と重量の無駄であると考えるようになった(Zaloga & Grandsen 1984:66, 111)。
A-20には、先行する研究（BT-IS および BT-SW-2 計画）から傾斜装甲を取り入れた。A-20は全方向が傾斜装甲で、これは垂直に立ててある装甲板と比べると、徹甲弾を弾いて逸らしやすい。

### スペイン内戦やノモンハン事件の戦訓
日ソ国境紛争の1938年7月の張鼓峰事件や1939年のノモンハン事件で、ソ連軍は日本陸軍に対してBT-5、BT-7等多数の戦車を使用した。当時のソ連戦車は、日本軍の対戦車砲である九四式三十七粍砲によって容易に撃破された。従来のソ連戦車は、日本歩兵の火炎瓶攻撃を受けると容易に火災をおこした。当時のソ連戦車はガソリンエンジンを装備しており、被弾でガソリンに引火して火災を起こしやすく、 (Zaloga & Grandsen 1984:111)また車体塗装のペンキは可燃性で、火炎瓶攻撃で引火炎上しやすかった。スペイン内戦においても、共和派に供与されたT-26がフランコ派の火炎瓶攻撃や対戦車砲撃で大きな打撃を被った。さらには、装甲板をリベット留めした部分も脆弱であることが分かった。リベット留めの装甲板は「破砕」(spalling)の問題につながった。これは、敵弾が当たった時、その弾そのもので戦車や乗員を無力化できなかったとしても弾が当たった時の衝撃でリベットや、断裂した装甲板の破片が車内に飛散し乗員を殺傷してしまう現象でもあった。
この戦訓から、赤軍指導部は以後戦車の塗料を不燃性のものとし、装甲板に電気溶接を採用し、ディーゼルエンジンを搭載するようになった。これらの戦訓はT-34開発に生かされることになった。また歩兵支援を重視する守旧派から、独立した戦車部隊の集中運用を主張する、トハチェフスキーやゲオルギー・ジューコフが赤軍内部で主導権を握り、のちの独ソ戦における戦車用兵思想に影響を与えた。

### A-32
コーシュキン技師は、ソ連の指導者スターリンを説得して別の試作戦車を開発する許可を得た。それはT-26 および BT戦車のいずれの後継戦車にもなりうるようなより重武装・重装甲の「万能戦車」を開発するという計画であった。コーシュキン技師は二番目の試作戦車を、32 mm の前面装甲にちなんでA-32と命名した。A-32には、45 mm 砲 M1938または76.2 mm 砲 L-10を採用し、A-20と同じV-2ディーゼルエンジンを採用した(Zaloga 1994:5)。なお、構造が複雑な割に実用性が低いクリスティー式戦車譲りのコンバーチブル・ドライブは、A-32の時点で廃止されている。
A-20とA-32は、1939年にクビンカで性能試験を受けた。試験の結果は両車とも良好で、より重装備のA-32がA-20と同等の機動性を持っていることが証明された。そして、スターリンの裁定でA-32がT-32として正式採用されることになった。

### A-34/T-34の誕生

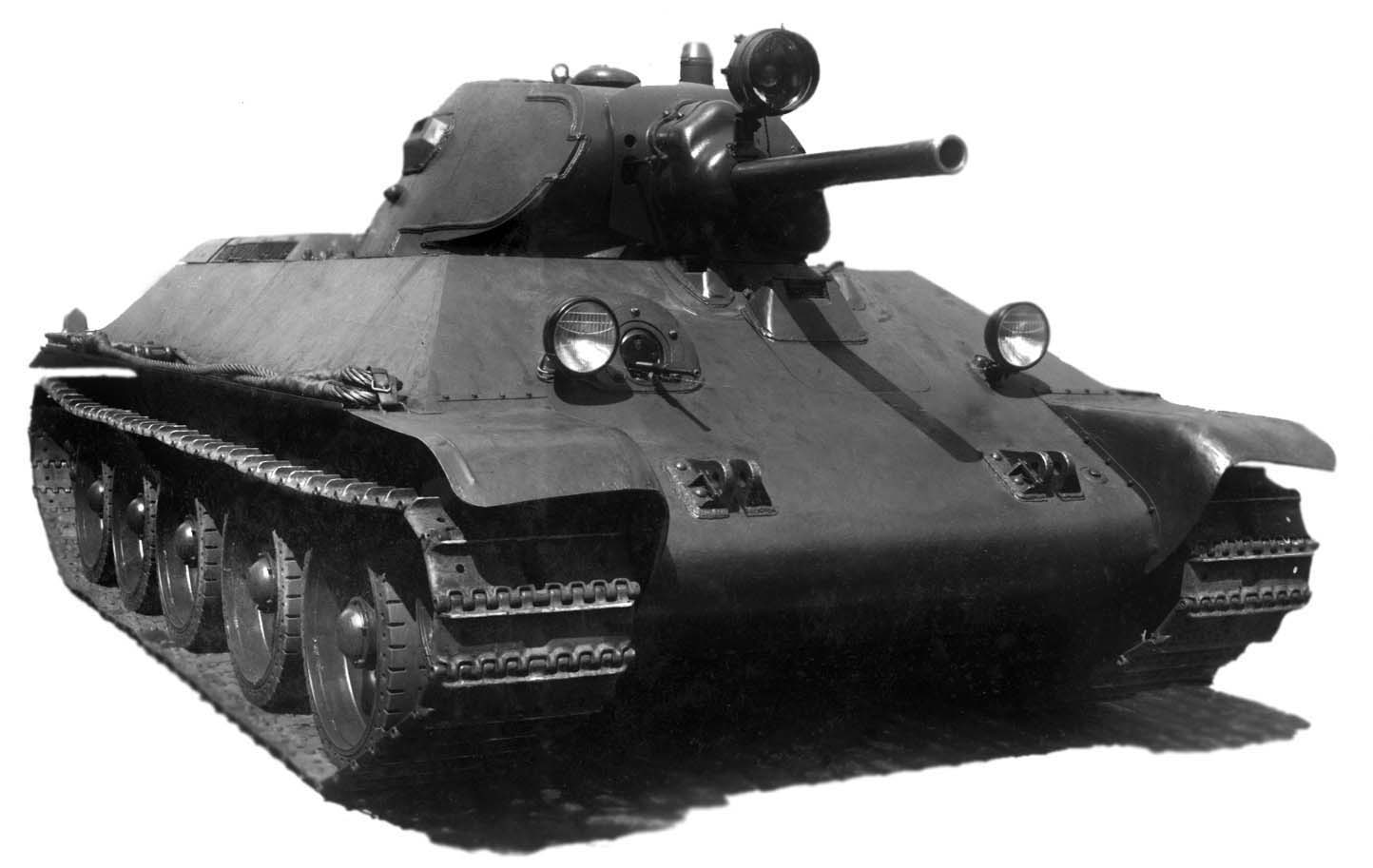
試作戦車A-34。後に砲塔などを改良され、1940年型として量産された。

しかし、冬戦争でもBTシリーズの装甲の脆弱性が問題となり、A-32の装甲を45mmにするとともに、より幅広の履帯が採用された。また備砲を76.2mm砲 L-11に強化することとなった。
この改良試作車A-34の完成を待たずに、1939年12月にはT-34として正式採用された。T-34という名前は、機甲兵力の拡張を命ずる命令が出されてグリゴリー・オルジョニキーゼが戦車生産を率いることとなり、コーシュキンが新型戦車に関するアイデアをまとめ始めた1934年の年号にちなんで、コーシュキンが命名したものである(Zaloga 1994:6)。
コーシュキンのチームは、1940年1月にT-34の試作車を2輌完成させた。T-34は、同年4月と5月にハリコフからモスクワまでの2000キロメートルの走行試験を行って、クレムリンの指導者たちに姿を披露したあと、フィンランドのマンネルハイム線まで行き、ミンスクとキエフを経由してハリコフに戻った(Zaloga 1994:6)。伝動機構（ドライブトレイン）にいくつか欠点が見つかり修正された(Zaloga & Grandsen 1983:6)。軍の司令部からの反対論や、生産コストが高いことについての懸念はフィンランドとの冬戦争において露呈したソ連戦車の性能の低さや、ドイツの電撃戦の有効性を示すことによって克服され、1940年9月に量産第1号の戦車が完成した。ハリコフ機関車工場ではT-26、BTシリーズ、そして多砲塔のT-28中戦車の生産を打ち切り、全ての生産ラインをT-34に変更した。コーシュキンは同月の末に、試験走行により悪化していた肺炎で亡くなった。後任の主任設計技師にはT-34の伝動装置の開発者であるアレクサンドル・モロゾフ技師が指名された。
T-34は、サスペンションには過去の設計の延長としてBTシリーズから引き継いだコイルスプリングを用いたクリスティー式サスペンションを採用していた。駆動部分としては、重量に対して比較的出力の高いエンジンを持ち駆動輪は後輪とし、ソ連の大地に適した幅広の柔軟な履帯を備えていた。履帯が上滑りしたときに巻きもどすしくみはなく、重量がかさむ割に効果の低いコンバーチブル・ドライブは廃止されている。装甲に置いては、優れた傾斜装甲であった。武装については初期型は76.2mm砲を装備しており、しばしばT-34/76と呼ばれる（第二次世界大戦当時のドイツ軍側がこの名称で呼んだのが初出である。）。1944年には2番目の改良型の生産が始まり、これはT-34-85（あるいはT-34/85）と呼ばれる。これは85mm砲を搭載した大きな砲塔を備えている。
T-34が実戦に投入されたのは、1941年7月のバルバロッサ作戦からで、初期の戦闘では乗員の未熟さや、無線設備の不備により連携しての戦闘ができなかったり、トランスミッションを故障させ放棄されたり、性能的に劣っているはずのドイツ軍の戦車や突撃砲に撃破されたりもした。

### 生産体制の確立と維持
T-34は、ソ連工業にとって新たなる挑戦だった。T-34の装甲はそれまで作られていた中戦車のどれよりも厚いもので、いくつかの工場で作られた部品を組み合わせて作る必要があった。例えば、V-2エンジンは第75ハリコフディーゼル工場が供給し、レニングラードのキーロフスキー工場（前身はプティロフ工場）が76.2 mm 砲 L-11の原型をつくり、モスクワのダイナモ工場が電気部品を作るといった具合である。当初、T-34は第183ハリコフ機関車工場のみで作られたが、1941年初期からはスターリングラード・トラクター工場がこれに加わり、ドイツが侵攻してきてからしばらく経った7月にはゴーリキー（現ニジニ・ノヴゴロド）の国営第112クラスノヤ・ソルモヴォ工場でも生産が始まった。この頃は不完全な装甲板が生産される問題があった(Zaloga 1983:6)。新型のV-2エンジンの数が不足したため、国営第112クラスノヤ・ソルモヴォ工場での初期の生産においてはBT戦車にも使われたガソリン式のミクーリン M-17航空機エンジンや、性能の劣った変速機やクラッチを取り付けていた(Zheltov 2001:40-42)。無線機は高価である上に供給量も少なく、中隊長用の戦車にのみ取り付けられた。当初装備されたL-11砲は期待通りの性能を発揮しなかったため、ゴーリキーの第92工場にあったワシリー・グラビン技師の設計チームはより優れたF-34 76mm戦車砲を設計した。官僚たちは生産を認めなかったが、第92工場とハリコフ機関車工場はそれに構わず新型の砲の生産を始めた。前線の部隊からこの新型砲への賞賛の声が届いた後、スターリンのソ連国家防衛委員会から、ようやく新型砲生産の正式な許可が届いたのだった(Zaloga & Grandsen 1984:130)。
ソ連陸軍の保守派からは「旧式のT-26やBT戦車の生産も継続すべき」とか、「より発展したT-34Mの設計が固まるまでT-34の生産は延期すべき」といった政治的な圧力が掛った。こうした政治的圧力は、T-34と競争関係にあったKV-1戦車やIS-2戦車の開発グループが吹聴したものであった(Sewell 1998)。
1941年6月22日、ドイツがソ連を奇襲攻撃したバルバロッサ作戦が開始された(独ソ戦の始まり。)。これを受けてソ連軍は戦車の改良を凍結し、戦車の大量生産に舵を切った。
ドイツ軍の進撃は速かったため、それまでに前例がないほどのスケールと速さで戦車工場をウラル山脈へ疎開させねばならなかった。ハリコフ機関車工場はニジニ・タギルのジェルジンスキー・ウラル貨車工場の近辺に移設されることとなり、第183スターリン・ウラル戦車工場と改称した。キーロフスキー工場は、その一週間前にレニングラードから避難して、ハリコフ・ディーゼル工場と共にチェリャビンスクのスターリン・トラクター工場となり、間もなくチェリャビンスクには「タンコグラード」（戦車の町）という別名が付けられた。レニングラードから避難した第174ヴォロシーロフ戦車工場はウラル工場に吸収されて新たに第174オムスク工場として再出発した。いくつかの小さい工場はエカテリンブルクのオルジョニキーゼ・ウラル重機械工具製作所（UZTM）に吸収された。これらの工場が記録的な速さで移動している間、スターリングラード・トラクター工場周辺の工業地区がT-34の全生産量の内の40パーセントを生産していた(Zaloga & Grandsen 1983:13)。この工場はスターリングラード攻防戦の激戦の中で包囲されてしまい、状況は絶望的になった。物資の不足により生産方法を変更せざるを得ず、塗装されていないT-34が周辺の戦場へ出て行ったとする主張もある(Zaloga & Sarson 1994:23)。スターリングラードの工場は1942年9月まで生産を続けた。
スターリングラードのように生産が妨害された場合は別として、生産現場に許されたのは戦車をより簡単に、より安く作るための変更だけであった。エフゲニー・パトン教授による技術革新などにより、板の溶接および硬化を自動化する方法が開発された。F-34 76mm戦車砲は初期型では部品数が861点あったが、それが614点まで少なくなった(Zaloga & Grandsen 1984:131)。その後の2年間で、戦車の生産コストは1941年時点の26万9500ルーブルから、19万3000ルーブルへ下がり、その後さらに13万5000ルーブルにまで抑えられた(Zaloga & Grandsen 1984:131)。そして戦車の生産に要する時間は、熟練工員が戦場に送られて、50パーセントが女性・15パーセントが少年・15パーセントが身体障害者や老人という勤労団が生産を行うという状況にもかかわらず、1942年末までに半分の時間にまで短縮された。それと同時にT-34は、それまでは「美しい外面仕上げで立派に作られた機械であり、西欧やアメリカと並び立つ、あるいは優れている」と言われていたが、この頃になると表面の仕上げは雑になっていた。しかし機械的な信頼性には妥協がなかった(Zaloga & Grandsen 1983:17)。

### 改良
1942年になって、既に放棄されていたT-34M計画において考えられていた六角形の砲塔を生産に移すことになった。この新型砲塔は砲塔内の窮屈さを解消すると共に、車長が全方向を見渡せるように、車長席にコマンダーズキューポラも付けられることになった。ゴムの供給量が限られていたため、転輪は鋼鉄製であった。この頃から、改良された5段変速の変速機とエンジン、そして新型クラッチが採用された。
1942年には、長砲身の優れた貫徹力を持つ 75 mm 砲を装備したドイツ軍戦車が戦場に登場した。モロゾフ技師の設計チームはT-34を発展させたT-43戦車の開発を計画した。これは、装甲をさらに強化する一方で、トーションバーサスペンションや三人式の砲塔といった最新の特徴を取り入れる狙いを設計に持たせていた。T-43はT-34ばかりでなくKV-1重戦車の代替にもなりうるような万能戦車として計画されたため、KV-1重戦車を開発していたチェリャビンスクの重戦車設計チームによるKV-13計画と真正面から競争することになった(Zaloga et al. 1997:5)。
1943年になると、ソ連軍は新型のドイツ軍戦車ティーガー戦車やパンター戦車と戦わねばならなくなった。クルスクの戦いにおける経験により、T-34の76.2 mm 砲ではもはや十分に戦えないという報告が前線から届いていた。また、既にあった85 mm 高射砲は新型ドイツ軍戦車にも有効であるということも分かったので、この砲を戦車に搭載することになった(Russian Battlefield 1998b)。しかし、より厚くしたT-43試作車の装甲でさえもティーガーの88 mm 砲に対しては十分ではなく、また機動性の面でみても、より重い85 mm 砲を搭載する前の状態であったにもかかわらずT-34の機動性よりも劣っていた。T-43の部品は70パーセント以上がT-34と共通であったが、T-43の生産も並行して行うと、生産の速度はかなり低下することが予想された(Zaloga et al. 1997:5)。
結局T-43計画は中止されることになり、ソ連の司令部はT-34の新型を製造するように工場を再改装するという難しい決断をした。T-34の新型では砲塔を嵌め込むターレットリングの径を1425mmから1600mmに広げ、より大きな砲塔を取り付けられるようにした。T-43の砲塔の設計をクラスノヤ・ソルモヴォ工場の V.ケリチェフ技師が急遽やり直して、T-34に合うようにした(Zaloga 1984:166)。こうして完成した新型のT-34-85は以前よりはるかに優れた砲を持ち、遂に無線付きの三人式の砲塔となった（無線機はそれまで車体の方にあった）。これにより車長は砲手や装填手の役割を兼務することから解放され、戦車の指揮に集中できるようになった。もう一つ重要な点はポーランドで戦前に設計され、イギリスでライセンス生産されていたものをコピーしたヴィッカース 戦車用ペリスコープ MK.IV（戦車用の潜望鏡）が砲塔の屋根に取り付けられたことで、これにより車長は全方向の視野を得ることができるようになった。
T-34は85mm砲を装備したT-34-85になっても依然としてティーガー戦車やパンター戦車に不利な戦いを強いられたが、それでも火力が増したことにより500メートル前後にまで接近出来ればティーガー戦車やパンター戦車に正面から有効打を与えられるようになったため、正面からの撃破がほぼ不可能だったそれまでよりは格段に戦いやすくなった。また、ドイツ軍機甲戦力の実質的な主力であったIV号戦車やIII号突撃砲に対して優位に立ったことがそれ以上に大きな意味を持った。ソ連側は最新型の武装を追い求めず、既存の設計を発展させるという決断をした。これによって、ソ連は性能の差が問題にならなくなる程の、大量の戦車を製造することが出来た。1944年5月、ドイツ国防軍は東部戦線で304輌のパンターを持っていただけであったのに対し、ソ連は1200輌/月というスピードでT-34-85の数を増やしていったのである (Zaloga et al. 1997:6)。

### 生産効率
T-34-85の生産コストは当初、16万4000ルーブルで、これは1943年型より30パーセント高かったが1945年までに14万2000ルーブルまで下がった(Harrison 2002:181)。戦争期間中に、T-34の価格は1941年の27万ルーブルからほぼ半分に下がった(Harrison 2002:181)。しかもこの間、戦車の最高速度は同じまま保たれ、主砲の装甲貫通力と砲塔の前面装甲の厚みはいずれもほぼ2倍になったのである(Zaloga 1984:113, 184, 225)。

### 生産台数
1945年末までに、5万7,000輌以上のT-34が作られた。このうち3万4780輌は1940年から1944年に掛けて製造された初期型のT-34で、残りの2万2,559輌は1944年から1945年に掛けて作られたT-34-85である(1998a, 1998b)。
最も生産量の多かったのは当初ハリコフ、その後ニジニ・タギルに移転した第183工場 (KhUTZ) で、1941年から1945年にかけて、T-34とT-34-85を合わせて2万8,952輌製造している。次に多かったのはゴーリキーの第112工場（クラスノエ・ソルモヴォ）で、同時期に1万2,604輌製造している(Michulec & Zientarzewski 2006:220)。戦後の1946年には2701輌が製造され、大規模な生産はそこで打ち切られた。
その後、ポーランド人民共和国やチェコスロバキアで生産が再開され、1956年までの集計でそれぞれ1951～1955年に1,380輌、1951～1958年に3,185輌のT-34-85が製造された。その後、T-54/55やT-72もまたソ連の外で製造された。
1960年代後半には、ソ連のT-34-85は輸出用と予備役用とするために近代化改修を受け（T-34-85M)、T-54/55シリーズのドライブトレインを組み込まれた。この事実もソ連の戦車設計の標準化の水準の高さを示す一つの証拠となるものであった。
T-34は合わせて8万4,070輌が製造されたと推定され、この他にT-34の車台を用いて作られた1万3,170門の自走砲がある(Zaloga & Grandsen 1996:18)。これらの内のいくらかは冷戦下で起こった、朝鮮戦争など世界各地の軍事衝突の中で失われた。

## 特徴
T-34の特徴は、
攻撃力において
当時としては、強力な戦車砲を装備している。さまざまな時代を通して、ソ連・ロシアは砲を重視する傾向にある。常に他国の戦車よりも大口径の砲を装備する傾向があり、冷戦時代の主力戦車も常に西側諸国の主力戦車の口径よりも大きかった。
防御面において
防御上有利となる避弾経始を考慮した傾斜装甲（砲塔のサイズと車体とのフォルム含む）であった。
駆動方式において
被弾したときにガソリンエンジンに比べて炎上しにくい、燃費の上でも有利な高性能アルミ合金製ディーゼルエンジンの使用
高速走行に適したクリスティー式サスペンションを用いた大型転輪…必要十分で複雑化を避けた無難な設計
ソ連国内での戦闘に適していた、幅広で接地圧の低い履帯
生産性において
設計が時期を追うごとに徹底的に簡略化され、結果としての生産性の高さはソ連の工業力を鑑みても驚くほどの数量の生産を可能とした
である。
T-34を調査したドイツ軍は、既存戦車の改良と共に新型戦車（ティーガー、パンター）の開発を促進することになる。特にパンター戦車の設計にはこのT-34の構造が非常に強い影響を与えた。ダイムラー・ベンツ社によるVK3002(DB)はT-34に似たシルエットであったが、実際に採用されたのはT-34の影響はうかがえるものの、大分異なった形状のMAN社製のVK3002(M)であった。
さまざまな部分において当時のドイツ戦車を圧倒していたこの戦車であるが、同時に多くの欠点を有していた。その多くは工作精度と人間工学的な問題である。これはドイツとソ連の技術的な問題と同時に、戦車による地上戦の戦術・思想に対しての差であったといえるであろう。

### 設計上の問題
- 大きさが限られている問題について、
  - 傾斜した装甲を用いるということは全体的な容積の減少に加え、デッドスペースが増えることで利用可能容積を減らすことになる。前面の傾斜は前方にいる操縦手や機銃手に影響を与え、側面の傾斜は装備面での制限をもうける要因となった。これにより大小さまざまな運用上の影響を与えた。
  - 低いシルエットの砲塔は防御の点においては有利だが、居住性が悪く、砲弾が床下に収納されていたので砲塔バスケットは採用されていなかった。特に1940/41年型では砲塔内が狭いため主砲を操作するハンドルは腕を交差させて回すという使いにくい配置であった。この問題は1942/43年型砲塔で改善された。砲塔における2人・3役（車長・砲手・装填手）体制と戦車長の非独立性については、3名用大型砲塔を採用したT-34-85で解消された。
  - ディーゼルエンジンはガソリンエンジンに比べサイズが大きく、車体サイズに占めるエンジン・変速機スペースが大きくなり、同時代のほぼ同サイズのⅣ号戦車やM4中戦車に比べて乗員が搭乗する戦闘室のスペースは狭かった（エンジンサイズに影響を受けた前後幅に加え、クリスティー式サスペンションのコイルスプリングスペースにより左右幅も狭かった）。
- 主砲の俯角がほとんどつけられず、近距離においては背の低い対戦車砲や突撃砲、歩兵のパンツァーファウストなどを使った肉薄攻撃[注釈 6]に対抗できなかった。また車体前方機銃の視界や射界は狭く、あまり効果的ではなかったという。
- シンプルな乾式クラッチ・ブレーキ式操行装置は、生産と整備が楽である反面、特に前期の4段変速型は操作が大変重く操縦手を疲労させる。片腕の力だけでは動かせず、同時に片膝で押しながら動かさねばならないほどだった。長時間の行軍の際は、隣の無線手がギアチェンジの時に手を貸してやったほどであり、疲労で体重が2～3 kg も減るとまで言われた。特に「バックに入れる時は、ハンマーでレバーを打撃して入れた」という証言もある。また直進速度は確かに速いが、構造的に左右に細かく機動するのは苦手で、大回りになりがちであった。高速走行しながら滑らかに曲がるという機動は不可能である。さらにクラッチ接続のタイミングも難しく、性急な操作により破損する危険も大きかった。しかしこれは、ドイツ戦車同様にシンクロメッシュ機構を取り入れた5段変速型の登場により、かなり改善されている。
- 排気管にマフラーの類は無く、ディーゼルエンジンはラバーマウントを介さず直接車体に固定され振動と騒音がひどい。また、下向きの排気管により乾燥した場所では激しく土埃が発生する。
- ディーゼルエンジンは炎上し難いというふれこみで採用され、事実乗員もそう考えていたが、実際の統計ではガソリンエンジンの戦車に比べ、燃料の爆発はおこさないまでも特に燃えにくいということはなかった。確かにガソリンエンジンと比較すると漏れとそれに対して火炎瓶などによる攻撃に対しては軽油・ディーゼルエンジンは安全であったといえる。しかしながら、徹甲榴弾のような対戦車火器による攻撃では容易に着火したし、一度炎上すると砲弾の誘爆をおこしやすく、乗員は直ちに退避する必要があった。朝鮮戦争では、T-34-85の乗員の死因の実に75パーセントが車輌火災による。
- ラジエーターが虚弱で、被弾や衝撃で簡単に冷却水漏れをおこしやすく、またエアフィルターの性能が低く塵を除去しきれず、エンジンの寿命を縮めている。

### 運用上の問題
- 当時のソ連軍は装備・人員共に不足しており、1938年に入隊したAK-47の設計者として著名なミハイル・カラシニコフも操縦士兼整備士として訓練を受けていたが、1941年の独ソ戦開始によりすぐに戦車長に任命されるなど、多くの部隊では経験不足の新兵が主体となって運用することになった[注釈 7]。
- 戦車長が砲手を兼ねるため、周囲の監視や戦車全体の指揮に専念しにくかった[注釈 8]。なお、T-34を鹵獲使用したフィンランド軍では、戦車長が（通常は一番経験の浅い兵士の役割であった）装填手を兼ねるように役割を変えていた。ソ連軍でも、操縦手あがりの戦車長が砲塔乗員の死傷率の高さを嫌って、戦車長兼操縦手という変則的な配置を選んだ例もある。だが、砲塔での三人体制というのはドイツ軍が各国に先立って取り組んだことであり、特に時代遅れということでもなかった。この問題は砲塔が大型化されたT-34-85では戦車長と砲手に分かれるように改善された。
- 独ソ戦初期には無線機が小隊長車まで、あるいは中隊長車にしか装備されていない場合もあった。しかも乗員が訓練不足でこれに習熟しておらず、連携した行動は一列縦隊で突進するのがやっとだった。後に無線は常設となるが、兵員不足で無線手が搭乗していないことも多かった[注釈 9]。しかし大戦後期にアメリカから部品が供給されるようになると無線機はほぼ全車両に普及し、ソ連版電撃戦であるバグラチオン作戦の成功にT-34の高い機動性と共に一役買うことになった。

### 製造技術上の問題
- ペリスコープは質が悪くレンズに気泡が入っている場合があった｡また前期の型には周辺監視用のコマンダーズ・キューポラも無い。主砲交換と燃料タンク取り出し用に巨大化した砲塔上面ハッチが前方の視界を塞いでしまうため、周囲確認のため乗り出した戦車長は格好の標的として狙撃された。またこのハッチは極めて重いため、負傷すると開けられず脱出が大変困難であった。1942年型からハッチが戦車長兼砲手用と装填手用別々に分かれ、後には直視型の防弾ガラス入りスリットのあるキューポラを装備した1943年型も生産され、視界はある程度改善されたが、それでもハッチが重いので現地ではロック機構のスプリングを取り外すなどしている。
- 精密機器として見た場合、多くの問題があった。トランスミッションが故障しやすく寿命が短かったり、防水加工が不十分で砲弾を濡らしたり電気系が漏電する危険があり、砲塔回転用のモーターが過負荷で火花を噴いたり、砲塔回転ギアの材質や工作精度が悪く破損したりした。これらの問題点はアメリカに1輌提供され、現在もアバディーンに展示されている1941年戦時簡易型の調査でも明らかになり、アメリカ軍により記録されている。しかしながら、後にアメリカから提供された工作機械などにより改善された部分もある。
- 敵弾の口径によっては被弾すると、敵弾が貫通してもしなくてもホプキンソン効果により装甲内壁が剥離して飛び散り、乗員を殺傷する危険があった。これは、レンドリースされた米英製戦車のニッケルを多く含む装甲と比較して顕著であった。当時の乗員の話によると、特に砲塔の乗員の死傷率が高かったという。大戦期に製造されたT-34のほとんどが戦況が逼迫する中で急造されたものであり、製造に使用された素材もスクラップにされた旧式戦車や自動車等の機械類をいったん溶かしてから再利用されるのがほとんどであったことが理由として挙げられる。新しくニッケル等の素材を調合して装甲材を製造する余裕が、戦時下のソ連では大戦後期を除いて与えられなかったためだからこそである。

### 生産性
T-34は非常に高い生産性を誇り、損害を上回る数が次々に戦場へ投入された。
T-34は大戦中だけで3万5,000輌あまり、T-34-85は2万9,480輌が生産され、合計すると6万輌以上に上り、アメリカ軍のM4シャーマンの生産数をも上回る当時世界最多の生産数を誇った。このため生産数だけを見て最優秀戦車であるという意見もある。しかしながら当時のソ連はレンドリースによってアメリカなどから戦車、ジープ、トラックなどの提供を受け、生産力を主力兵器に全て振向けることができた。このことがこの生産数の大きな要因であったといわれる。
第二次世界大戦後、T-34-85はチェコやポーランドでも生産され、共産圏諸国や中東諸国等に輸出された。これら東欧製は1944年型の製造ラインを受け継いで作られたが、表面仕上げや工作精度が大戦中のソ連製より良く、また鋳型が変更されたため砲塔の形状などに微妙な違いが見られる。

## 戦闘の歴史

### 第二次世界大戦

#### 独ソ戦
1941年6月22日、ドイツは対ソ侵攻作戦、バルバロッサ作戦を開始した。ドイツ軍兵士らは装備の劣ったソ連軍と戦うだけだと考えていたが、1941年夏にT-34が戦場に現れたことにより心理的なショックを受けた(T-34ショック)。T-34は当時就役していたドイツ軍戦車のどれよりも優れており、ドイツ軍は当初T-34を撃破するのにかなり苦労した。当時のドイツ軍の標準的な対戦車砲ではT-34の分厚い傾斜装甲には有効打を与えられなかったからである。アルフレート・ヨードルの日記でも、リガにT-34が現れたときは驚いたようである。そのため、T-34はしばしば独ソ戦におけるソ連軍反撃の象徴とされる。。また、現代の歩兵戦闘車のようにT-34の車上にタンクデサントとして歩兵を乗せて移動することがあった。この例はスターリングラードなどで見られる。
1941年はT-34はドイツ軍の全ての戦車と有効に戦うことができた。しかし新型戦車であるT-34には深刻な問題があった。初期のPomonフィルターにはほとんど防塵効果が無く、塵や砂がエンジンに入り故障させた。変速機とクラッチにも深刻な機械的トラブルが頻発した。1941年夏の戦車の損失の少なくとも半数は、ドイツ軍の攻撃によるものではなく、故障による損失であった（但し、この統計にはT-34以前の古い戦車も含まれている）。修理用の器材が不足したため初期のT-34はエンジンデッキの上にスペアの変速機を積んで戦場に向かうのが珍しいことではなかった。
1941年から1942年にかけての冬、T-34は泥や雪の中でも埋まらずに移動できる特長を生かしてドイツ軍戦車に対して再び優位に立った。T-34はドイツ軍戦車が移動できないような地形でも移動できたのである。IV号戦車は性能の劣るリーフ式サスペンションと狭い履帯を使っていたため深い泥や雪の中で沈み易かった。
当時のドイツ歩兵部隊は大部分がPaK 36（37ミリ対戦車砲）を装備していたが、これはT-34には効果がなかった。バトル・オブ・フランスでは、PaK 36 は最も薄い部類の装甲以外は何も貫通できず、ただ対戦車砲の位置を敵に知らせるだけでしかなかったため、「ドア・ノッカー」という異名を取ったものだった。東部戦線を戦っていたドイツ軍兵士らはソ連軍戦車と戦うにはこの対戦車砲では力不足であると考え、より大きな牽引式の砲の火力に頼らねばならなかった。例えば、数は少ないが効果的な5.0 cm 砲PaK 38、新型でより強力な7.5 cm 砲PaK 40、88ミリ高射砲などがあるが、88ミリ高射砲は戦場に運び込むのが容易ではなかった。しかしながら、それでもT-34が大きな戦果を挙げるには至らなかった。それはソ連軍の戦車乗員の練度が低く、ソ連軍指揮官の指揮も拙く、またT-34の配置も疎らであったからだった。当時のソ連は戦車戦術の理解度、洗練度の点でドイツ軍より劣っていた。
1942年から1943年にかけて、ソ連軍は1941年の損害を挽回することを目指し、作戦面でも進歩しつつあった。T-34の生産台数は急増したが、生産能率を上げるための改善が行われただけで、その設計はほぼ「凍結」されたままだった。ソ連の設計者らはいくつかの設計上の欠点を修正する必要性は認識していたが、その改良を行うと生産に要する時間が長くなるため、改良は実施されなかった。1943年、T-34の生産量は平均で1300輌/月に達した。これはドイツの1ヶ月当たりの戦車生産量よりかなり多い。しかしながら、ソ連軍は引き続き作戦面での拙さによりドイツ軍よりもかなり多く戦車を失っていた。
圧倒的な数のT-34が戦場に現れ、重火器の必要性が増したため、ドイツ軍は砲口初速の大きい PaK 40（75ミリ対戦車砲。牽引式と自走式の両方があった）を多数配置するようになり、これらが1943年までの対戦車砲の主力となった。また、遅くとも1942年末頃から1943年中ごろに至るまで、ドイツ軍は強力なティーガー重戦車およびパンター中戦車を配備し始めた。これらによって、T-34の改良の必要性もまた高まることとなった。こうしてできたT-34の改良型には二つの主要な形式があった。一つは装甲を強化した1942/43年型で、燃料の容量や信頼性も向上し、砲塔も改良された。もう一つは 85 mm 戦車砲D-5（後にZiS-S-53）を採用した新しい砲塔を持つT-34-85である。T-34-85の火力はそれまでのF-34 76mm戦車砲に比べると大きく向上した。T-34に強く要望されていた攻撃力の強化はこのT-34-85において達成されたことになる。
それまでの数年の戦いの中では、ソ連軍の作戦はドイツ軍の作戦に比べると拙かったが、ソ連軍も運用や戦術の技術を高めつつあり、また戦車の数において優位に立っていたことから、損害率は減少していった。1944年初期から登場したT-34-85型は、ドイツ軍のIV号戦車やIII号突撃砲よりも装甲や機動性において優れていたが、パンターの砲や装甲よりは劣っていた。ソ連側の有利な点は、T-34に比べればパンターの台数は遥かに少なく稼動率が低い点であった。従って、練度の高い乗員と戦術的な条件が整えば、T-34-85によってパンターを撃破しえた。
開戦当初、T-34はソ連戦車の内のわずか数パーセントに過ぎなかったが、終戦時までにソ連の膨大な戦車生産台数の少なくとも55パーセントを占めるまでになっている（の図より。Zheltov 2001はより大きな数字を挙げている。）。終戦までにはT-34は旧式の戦車と置き替わり、多くの台数を配備できた。攻撃力や防御力ではパンター、ティーガーらドイツ軍新鋭戦車に劣っていたものの、数で上回ることができたのである。

#### ソ連満洲侵攻 (1945年8月)
1945年8月9日未明、機甲部隊の通過は不可能な地形と日本軍側が考えていた地帯を通ってソ連軍は日本占領下の満洲に侵攻した。赤軍の諸兵科連合部隊は完全な奇襲に成功し、古典的な二重包囲戦形の中で、T-34-85、IS-2、IS-3とISU-152を先鋒とする強力な長距離貫入攻撃を展開した。対する日本軍は、既に精鋭部隊を他の戦線に引き抜かれた後で兵力が減少しており、再配備の途上であった。日本軍に残されていた戦車は全て後方に留め置かれ、戦闘には使用されなかった。日本軍は陸軍飛行戦隊、工兵、通信兵からの支援もあまり得られなかった。日本軍はある程度の抵抗は示したが、数と質共に圧倒された。これを受け、昭和天皇は8月14日に降伏を伝達したが、関東軍は8月17日まで正式な停戦命令を受け取っていなかった。

### 第二次世界大戦後

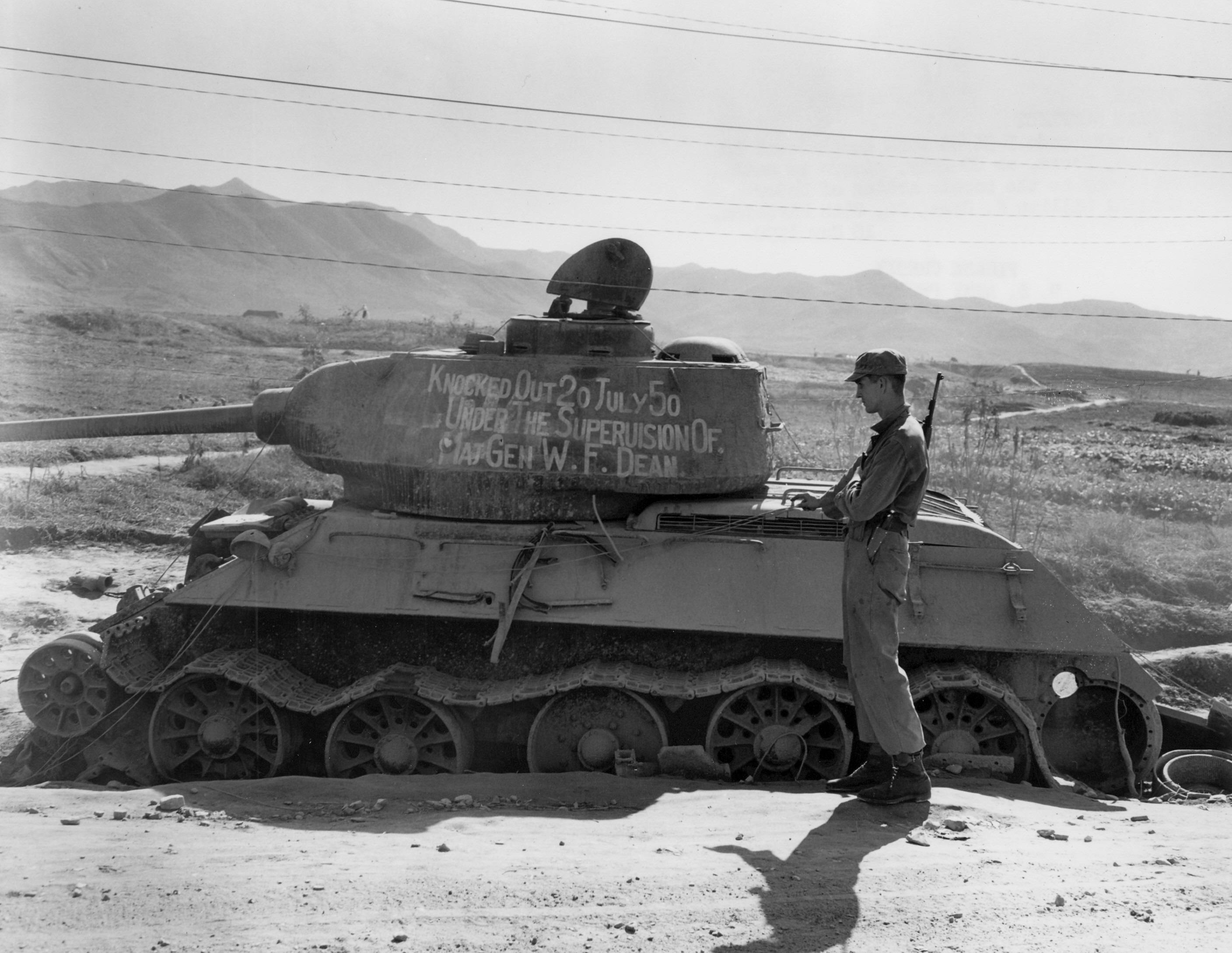
第24歩兵師団のウィリアム・F・ディーン将軍自らがM20スーパー・バズーカで撃破した北朝鮮軍のT-34-85。

ソ連軍では後継のT-54が1950年に正式採用されるまで、主力戦車であり続けた。T-34-85型などは、第二次世界大戦後もソ連から輸出されて各地で使用された。
例えば、1950年6月の朝鮮戦争における北朝鮮軍の侵攻の先鋒は、約120輌のT-34-85を装備した第105機甲旅団であった。第一次侵攻部隊が韓国に入ってから後もさらにT-34が送り込まれた。
T-34はM24軽戦車、M4中戦車、M26パーシング中戦車、M46パットン中戦車と戦ったが、国連軍のセンチュリオン戦車とは、いずれも戦っていない。北朝鮮軍の第105機甲旅団は、戦争初期には韓国軍の歩兵や、アメリカ軍のスミス支隊、M24軽戦車などに対して劇的な勝利をおさめた。アメリカ軍は第二次世界大戦の時代の2.36インチバズーカを依然として使っていたが、これはT-34には無力であった。しかしアメリカ軍のM26中戦車、航空機による地上攻撃、そしてアメリカ軍歩兵がアメリカから急遽空輸された3.5インチ・スーパー・バズーカを使い始めたことなどにより、北朝鮮軍のT-34の進撃速度は鈍化した。
共に第二次世界大戦で連合国を代表する存在となったM4中戦車との戦いにおいては、主力となった52口径76.2mm戦車砲M1A2を搭載したM4A3E8（イージーエイト）と59回の戦車戦を戦い、T-34が47輌撃破されたのに対して、M4中戦車の完全損失は10輌（他10輌が損傷したが修理復帰）であり、圧倒されている。他、M26パーシングやM46パットンなども含めた、T-34対アメリカ軍戦車の戦いのキルレシオとしては、T-34が97輌撃破されたのに対してアメリカ軍戦車の損失は34輌（うち半数は修理復帰）であり、アメリカ軍側の圧勝に終わっている。
一連の戦闘で北朝鮮軍が大部分の戦車を失った一方、国連軍側には新しい装備が供給され続け、1950年8月になると形勢は国連軍に有利となった。アメリカ軍による9月15日の仁川上陸作戦によって北朝鮮の補給路が断ち切られ、北朝鮮軍の機甲兵力と歩兵には燃料・弾薬・その他の物資が補給されなくなった。その結果として北朝鮮軍は退却を余儀なくされ、多くのT-34と重火器が放棄された。北朝鮮軍が朝鮮南部から撤退したこの時までに、239輌のT-34と74輌のSU-76が失われた。その後、北朝鮮軍の戦車とは稀にしか出会わなくなった。

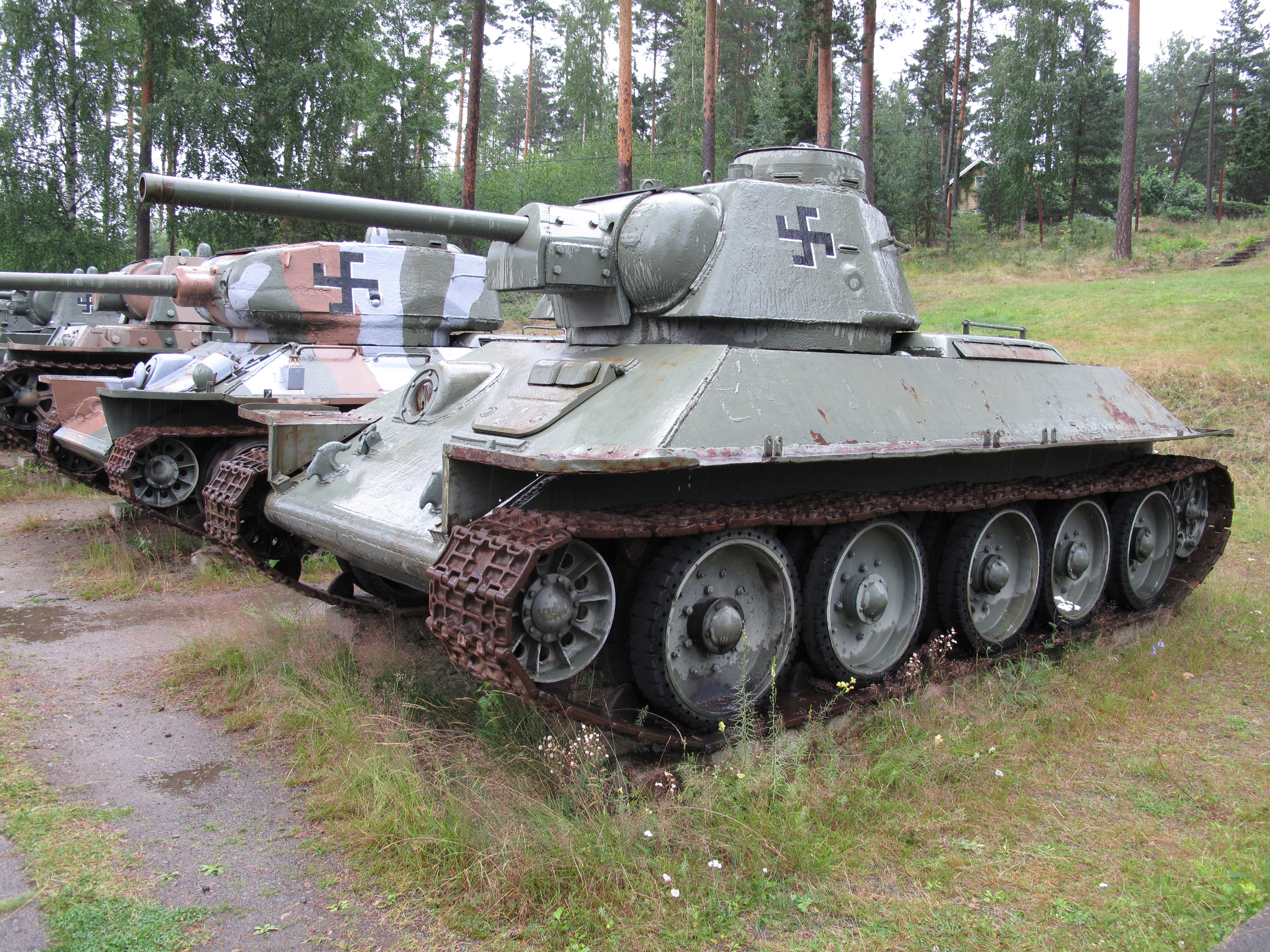
フィンランド・パロラ戦車博物館に展示されているT-34-76（手前）とT-34-85（奥）。
両者の砲塔横部には、継続戦争当時のフィンランド軍の国籍マークであったハカリスティが描かれている。

フィンランド軍は攻撃してきたソ連軍から鹵獲したものや、ドイツ軍から戦中・戦後にかけて購入したT-34を1960年まで使用していた。それらは光学系などをフィンランドや西側の装備によって改良されていた。
また多くの東欧諸国（後のワルシャワ条約機構）の陸軍でも採用され、1953年6月17日の東ドイツにおける蜂起や1956年のハンガリー動乱の鎮圧に使用された。

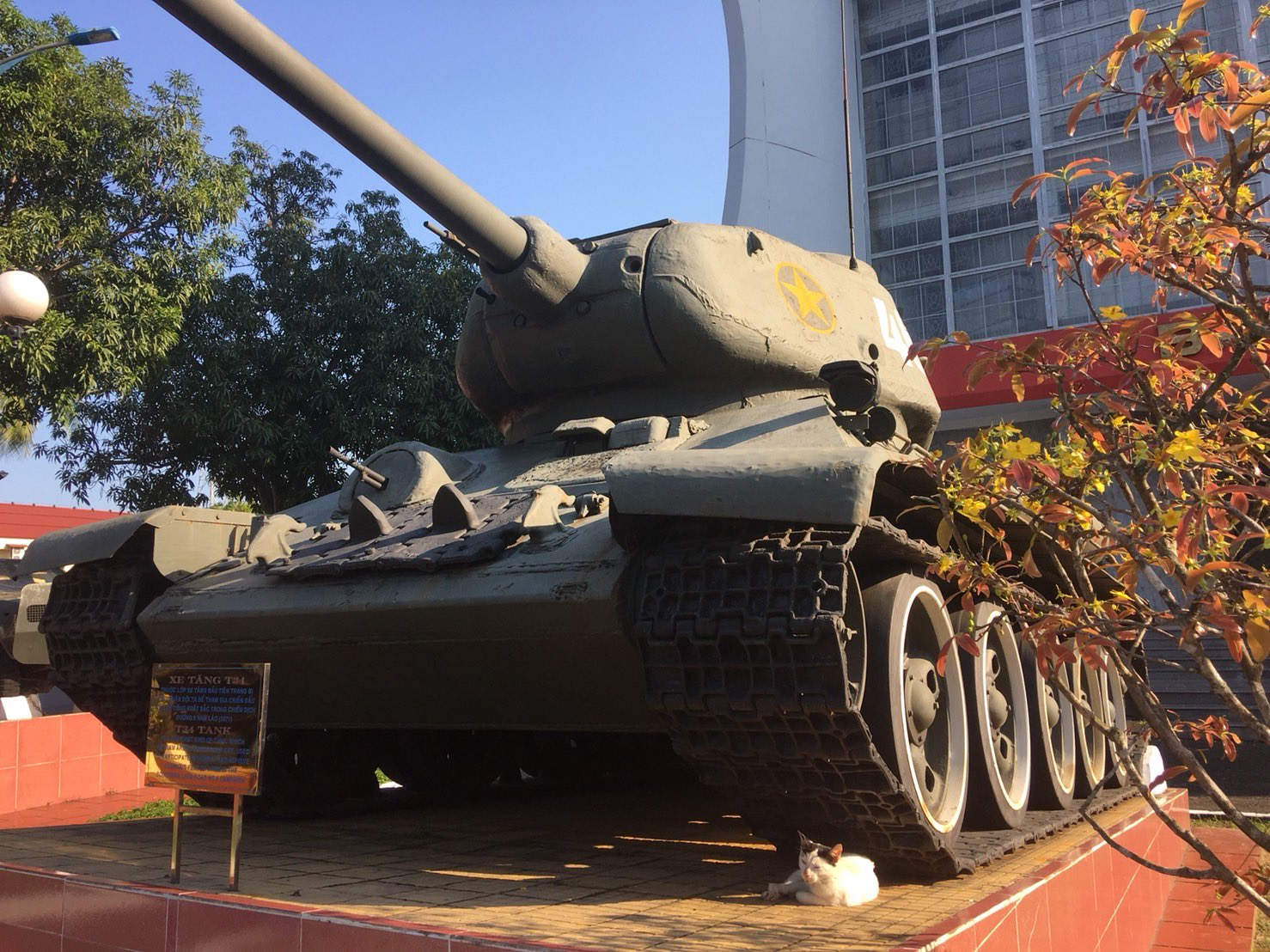
ベトナムの軍事博物館に展示されているT-34-85。

T-34は、中東戦争やベトナム戦争、チェコ事件、ソマリア紛争、中越戦争などでも使われ、1974年のキプロス紛争では、キプロス国家守備隊がユーゴスラビアから供給された35輌ほどのT-34-85を装備していた。それは、民主的選挙で劇的にキプロス大統領に選ばれたマカリオス3世（ギリシャ・キプロス合邦運動の中心人物と目されていた）が（ギリシャ軍事政権にとって。）想定外の現実主義的政策を採ったため、ギリシャ（及び西側諸国）との関係が急速に悪化した。孤立化したキプロスは、武器の調達を旧ユーゴスラビアなど旧東側諸国に求め、少量の装備が供与された。T-34もそうした装備の一つであった。しかし、そのマカリオスに対して、皮肉にもギリシャ軍事政権が煽動した1974年7月15日のクーデターにおいてT-34が用いられた。7月20日のトルコ軍のキプロス侵攻においても、これらのT-34が広範囲に活動したのが目撃されており、その内の主な戦いは20日のキオネリやキュレニアの二つの戦いである(Drousiotis 2006)。

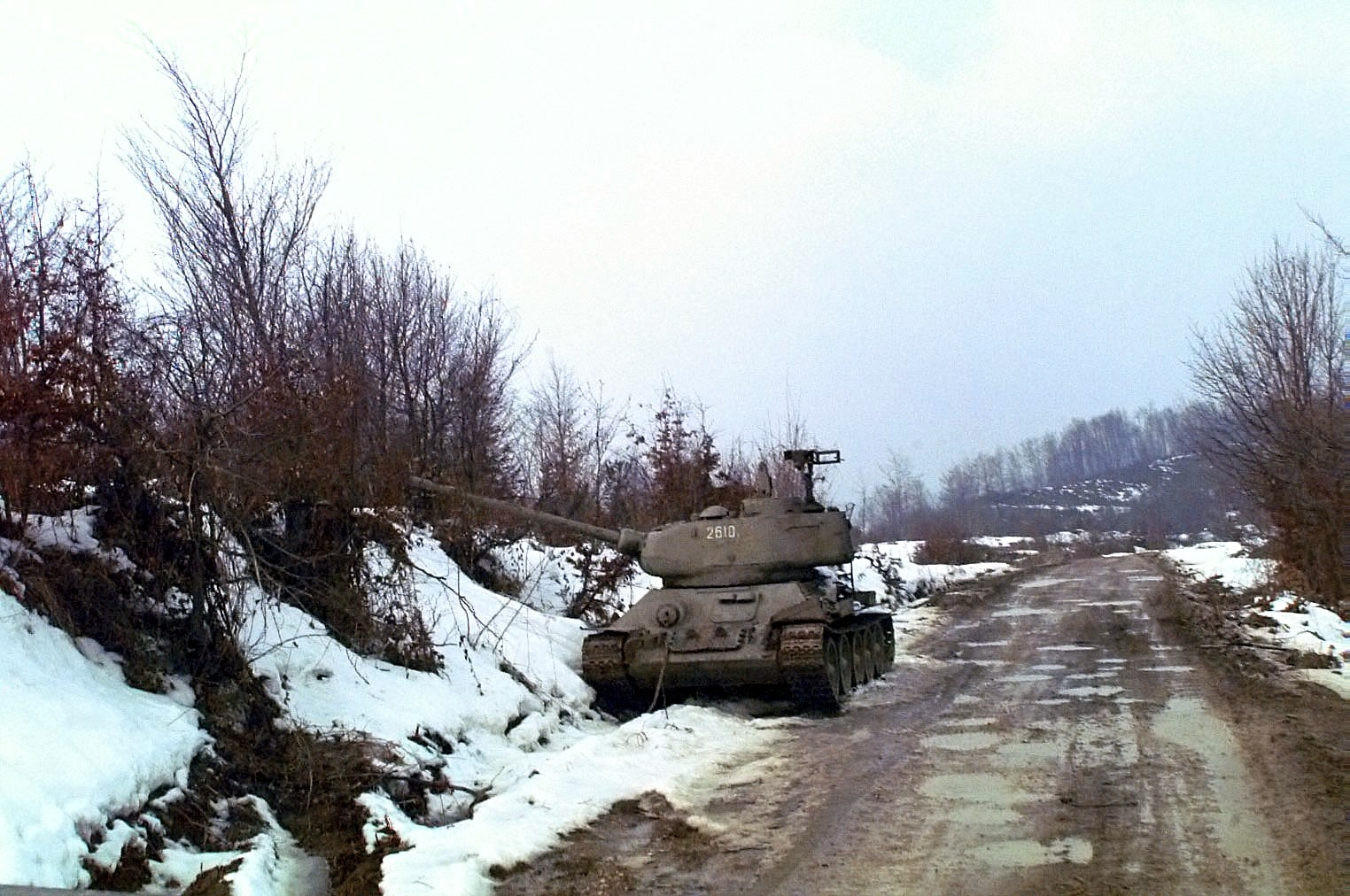
1996年、ユーゴスラビア紛争で使われたセルビア人勢力のT-34-85。

冷戦終結後のユーゴスラビア紛争におけるボスニア・ヘルツェゴビナ紛争等の地域紛争においてもなお使われている。1995年5月、ボスニアにおいてセルビア人のT-34が国際連合保護軍のイギリス陸軍王立工兵(Royal Engineers)第21連隊の前哨を攻撃し、イギリス人兵士を負傷させた。クロアチアはユーゴスラビアから25輌乃至30輌を引き継いだが、既に退役させている。コソボ紛争ではユーゴスラビア陸軍がT-34をNATO空爆に対する囮として使った。また、コソボ解放軍も若干数のT-34を使用していた。
アフガニスタンでもT-34は時々利用されている（T-34が有志連合軍(Coalition Force)に対する攻撃に用いられたかどうかは不明）。イラク軍は1990年代初期までT-34を使用していた。アンゴラやソマリアなどのいくつかのアフリカ諸国においてもT-34-85を近年でも使用している。キューバのT-34-85がアフリカで作戦行動をしているのも目撃されている。
レバノン内戦では、PLOやイスラム教左派民兵組織が主に運用し、さらには一部のキリスト教民兵組織がイスラエルから供給されたM50スーパーシャーマン等と共に使用していた。
21世紀に入っても実働するT-34-85が実戦で使われている例が存在しており、2011年のリビア内戦でも前線で活用されたとの情報が多数入っている。
2006年、ハンガリーでのデモ活動で市民側が展示されていたT-34-85を稼働させたという情報もある。
2015年には内戦状態に陥ったイエメンにおいて、T-34-85がSU-100と共に用いられているのが目撃されている。イエメンのT-34-85は主砲弾に戦中に使われていた徹甲弾よりも遥かに強力な戦後開発の3UBK1翼安定成形炸薬弾を使用しており、T-55の装甲ならば十分に貫徹可能である。こうした新型弾薬を使えば大戦期の戦車でも十分脅威となる。
2019年1月10日には、ラオス人民軍に配備されていた30両が退役し、ロシアに返還された。
2020年、ロシア陸軍第4親衛戦車師団「カンテミーロフスカヤ」にてT-34-85からなるT-34戦車大隊が設立された。
2022年ロシアのウクライナ侵攻におけるリシチャンシクの戦いでも、公園でモニュメントとして飾られていたT-34-85がウクライナ軍により稼働させられたものの放棄され、ロシア軍に鹵獲されて検問所でかかしとして使用されている。

## バリエーション
T-34は、その生産工場の違いと改良により細部の異なる数多くのバリエーションがある。主砲の口径により、T-34-76とT-34-85に大別され、さらに（主に西側の研究家により）主な生産年、製造工場名で細分される。
なお、T-34-76はソ連ではもともと単にT-34と呼称、85 mm 砲搭載型登場後、区別のためにT-34-76と呼称されるようになった。かつて、西側ではT-34/76、T-34/85等と表記するのが普通だったが、ソ連の崩壊以降に公表されているロシア発の資料ではT-34-76、T-34-85等となっている。
| 形式       | T-34 1940年型 | T-34 1941年型 | T-34 1942年型      | T-34 1943年型      | T-43（試作） | T-34-85            | T-44           |
| ---------- | ------------- | ------------- | ------------------ | ------------------ | ------------ | ------------------ | -------------- |
| 重量       | 26トン        | 26.5トン      | 28.5トン           | 30.9トン           | 34トン       | 32トン             | 31.9トン       |
| 主砲       | 76.2 mm L-11  | 76.2 mm F-34  | 76.2 mm F-34       | 76.2 mm F-34       | 76.2 mm F-34 | 85 mm ZiS-S-53     | 85 mm ZiS-S-53 |
| 搭載弾数   | 76発          | 77発          | 77発               | 100発              |              | 60発               | 58発           |
| 燃料       | 460リットル   | 460リットル   | 610リットル        | 790リットル        |              | 810リットル        | 642リットル    |
| 航続距離   | 300 km        | 400 km        | 400 km             | 465 km             | 300 km       | 340 km             | 300 km         |
| 装甲       | 15 – 45 mm    | 20 – 52 mm    | 20 – 65 mm         | 20 – 70 mm         | 16 – 90 mm   | 20 – 90 mm         | 15 – 120 mm    |
| 生産コスト |               | 27万 ルーブル | 19万3,000 ルーブル | 13万5,000 ルーブル |              | 16万4,000 ルーブル |                |

### 1940年 - 1941年

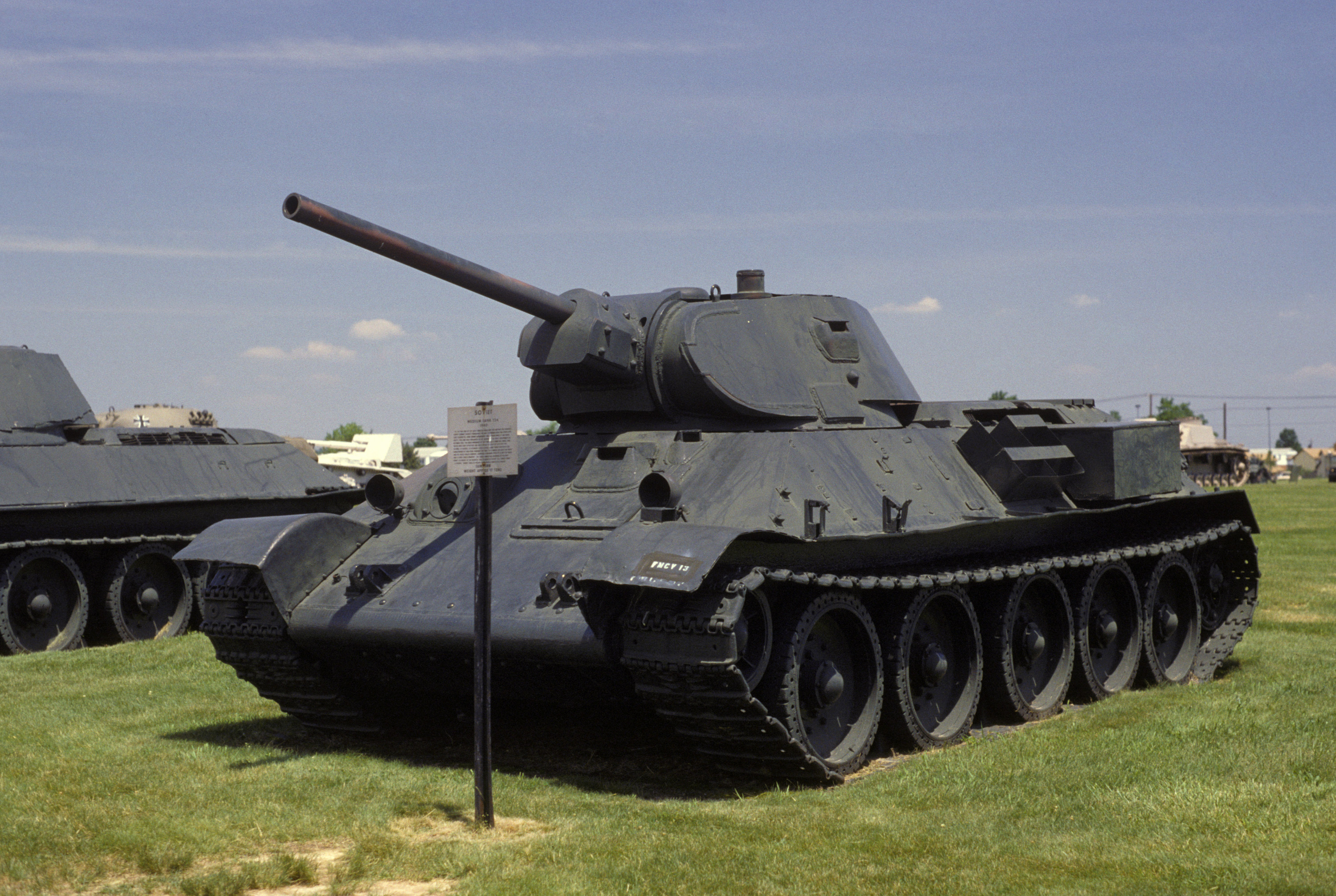
アバディーンのアメリカ陸軍兵器博物館に展示されているT-34-76 1941年型。ドイツ軍が鹵獲して、フランスで訓練用に用いていた物をアメリカ軍が再鹵獲し持ち帰った。後方にソ連から贈られた1941年戦時簡易型も見える。

その形状から、「ピロシキ」と呼ばれた背の低い1940/41年型砲塔は当初は圧延鋼板の溶接型のみであったが、直に量産性の優れた鋳造製砲塔が並行生産されるようになった。当時、ソ連は大型部品の鋳造技術ではドイツを大きく上回っており、以後のT-34改良型やIS-2などに積極的に鋳造製砲塔を採用した。
しかし鋳造装甲は製法上、同じ厚さの圧延鍛造装甲より一割ほど強度が劣り、鋳造砲塔に被弾すると、割れることも少なくなかった。また大戦中の粗製濫造のため鋳巣（空洞）が装甲の中に発生し、さらに強度を落としていた例もある。このため、当時の乗員は「鋳造砲塔は37 mm 高射機関砲弾程度の被弾ですら安全ではなかったと」証言している。一方、圧延鍛造の傾斜装甲を採用している車体前面装甲は乗員達から多くの信頼を得ている。
T-34 1940年型
1940年9月より、ハリコフ機関車工場（第183工場）で最初に量産された型で、30.5口径76.2 mm L-11戦車砲を搭載する。当初は溶接砲塔のみだったが、後にほぼ同様のスタイルの鋳造砲塔搭載型も並行生産されるようになる。
T-34 1941年型
1940年型と略同型の車体・砲塔に41.6口径F-34 76mm戦車砲（初期の一部の車両はF-32）を搭載したタイプで、当初は指揮官車として1940年型と並行生産、後に完全に切り替わった。生産途上、新型操縦手ハッチの導入など各部の小改良が逐次導入された。特に新型操縦手用ハッチ導入後の車体については、従来1942年型と呼ばれることが多かったが、最近の（特にロシア・ソースの）資料では1941年型に含める。これらは主に生産簡略化のための改修であったので、これを特に1941年戦時簡易型と呼ぶことがある。ハリコフ機関車工場に続き、スターリングラードトラクター工場、さらに第112工場などでも生産が行われるようになった。
T-34駆逐戦車（T-34-57）
高初速のZIS-4 57 mm 対戦車砲（ZiS-2 57mm対戦車砲の戦車搭載型）を41年型の砲塔に搭載したT-34駆逐戦車（資料によってはT-34-57とされるが、ソ連軍における正式な名称ではない）が1941年10月から少数量産され、第21戦車旅団に配備されその冬のモスクワの戦いに投入されたが、戦果を挙げつつも11月中に全滅している。1943年には改良型57mm砲を六角砲塔に搭載し、推定100輌以上が第183ウラル戦車工場で再生産され、8月に実戦投入されたが、T-34-85の量産に伴い生産終了した。

### 1942年 - 1943年

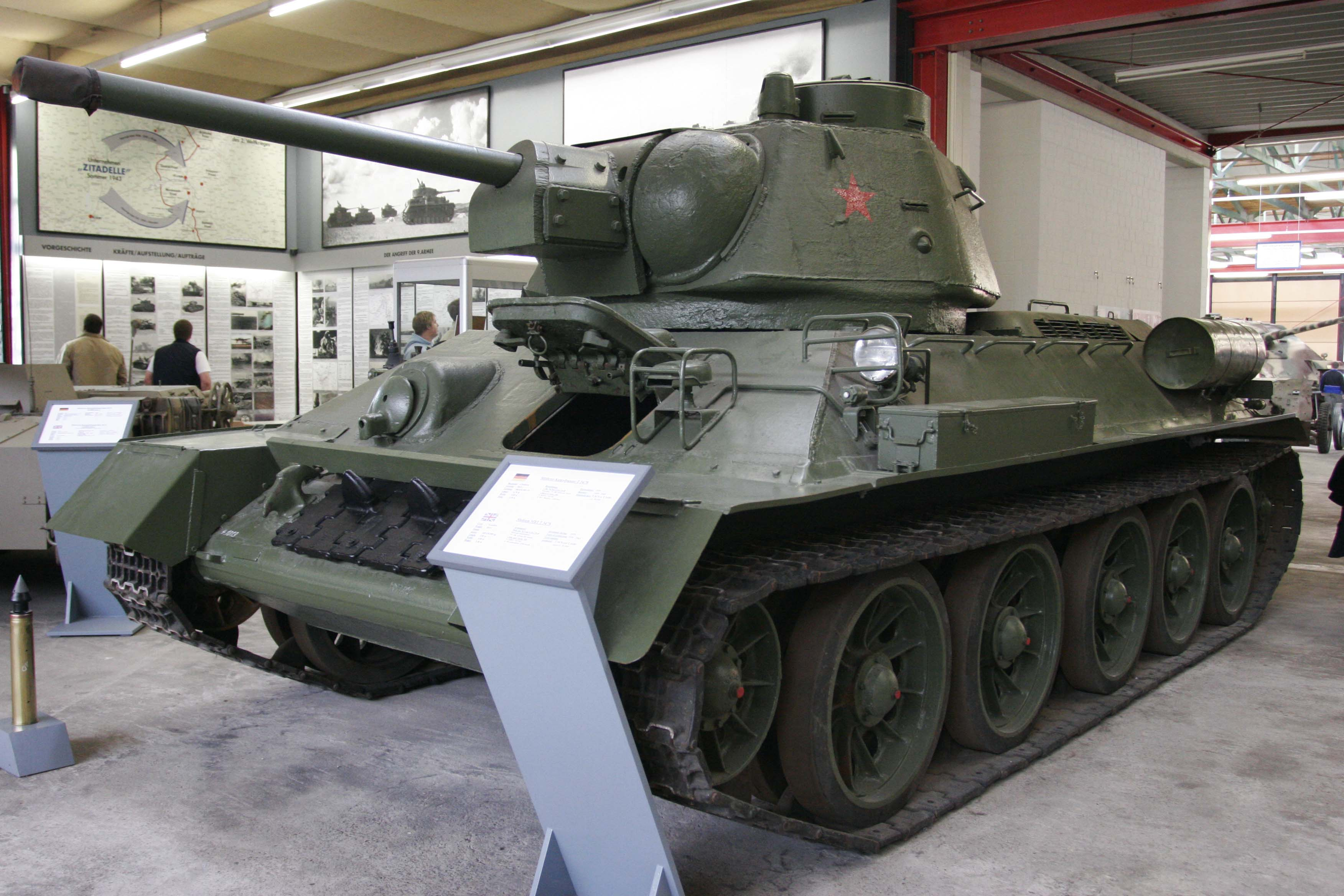
T-34-76（1943年型）。

1942年型以降では「チェリャビンスク砲塔」と呼ばれる六角形状の新型砲塔が使用された。この砲塔は試作戦車T-34Mの砲塔を元に設計され、鋳造製の外周部と圧延鋼板からなる天板を組み合わせた構造をしていた。また、「チェリャビンスク砲塔」に似た形状であるものの、外周部と上面との間に継ぎ目なく、一体に成型された「フォルモチカ」と呼ばれる砲塔がウラルマシ（国営第9ウラル重機械工具製造所、UZTM）で生産されていた。
「フォルモチカ」砲塔に関しては、昔からの鋳造一体成型説とプレス機での熱間鍛造説があった。後者は1994年にスティーヴン・ザロガの著書により発表された。当初は 5000トンフォージングプレス機を用いたとされたが、側面で52 mm もある装甲の成型は不可能と指摘され、ザロガも翌年、1万トンプレス機であると訂正した。しかし、当時ソ連に存在しない 2万トンプレスでないと不可能とする異論、また現代のプレス業者から見ても不合理な工程であるとの意見もあり、未だ真相はハッキリしていない。一説では52 mm厚というのは鋳造製ナット型砲塔での数値であり、実際にはより薄い25～30 mm程度の鋼板をプレスしたもので、ウラジオストックで記念碑として展示されている砲塔  のように、薄い装甲が主砲発射の反動に耐えられず、次第に下端部に特徴的なたわみが発生するのではないか、と言われている。一方、他所でもこの砲塔にキューポラ付きのT-34  が展示されているが、こちらには下端部のたわみ具合が小さい。
T-34 1942年型
それまでの背の低い、避弾経始には優れるものの狭すぎた「ピロシキ」型砲塔に代わり、背が高く砲耳部が別体となった「ナット」砲塔を搭載するタイプである。砲塔上面の大きな1枚ハッチは2枚の小さな丸ハッチに改められ、それを開けた姿からドイツ軍には"ミッキーマウス"砲塔と通称された。1942年中にフィンランドやドイツ軍側の夏季攻勢であるブラウ作戦時から姿を現している。なお、「ナット」砲塔搭載型を（下記の1943年型と合わせて）1943年型とする分類法もあり、現在でもこの呼称を採用している資料も多いので、混同に留意する必要がある。
T-34 1943年型
それまでのT-34の車長視界の悪さを改めるため、「チェリャビンスク砲塔」砲塔に上面左側にキューポラを装着したタイプ。

### 1943年以降

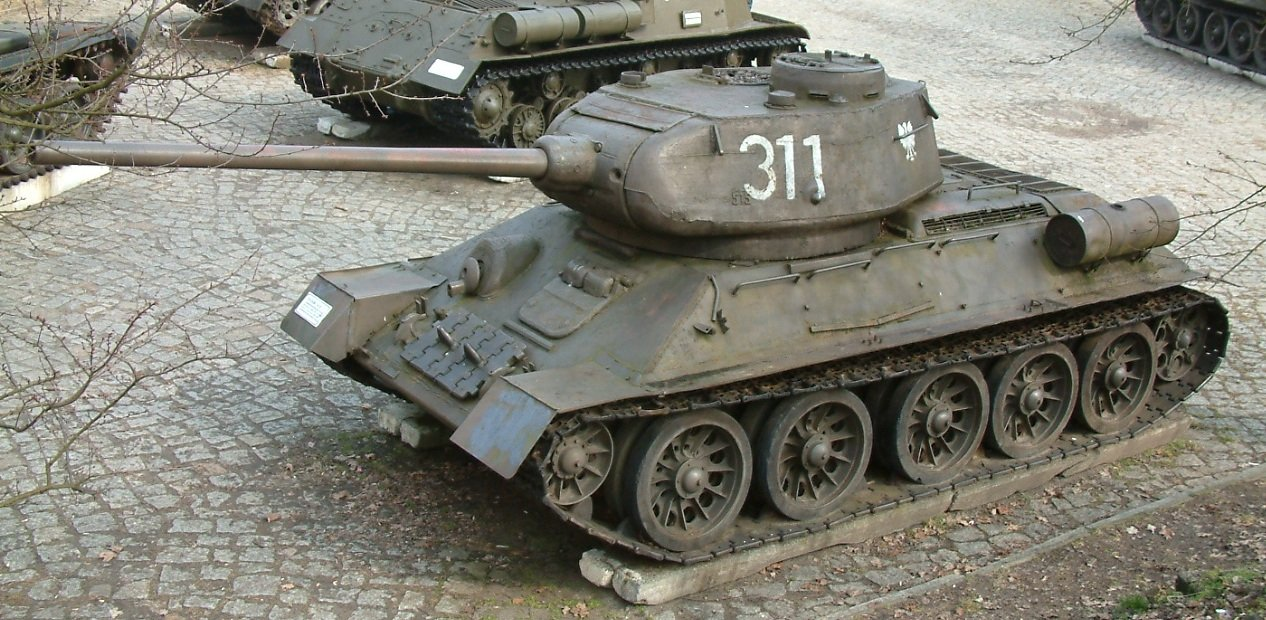
T-34-85。

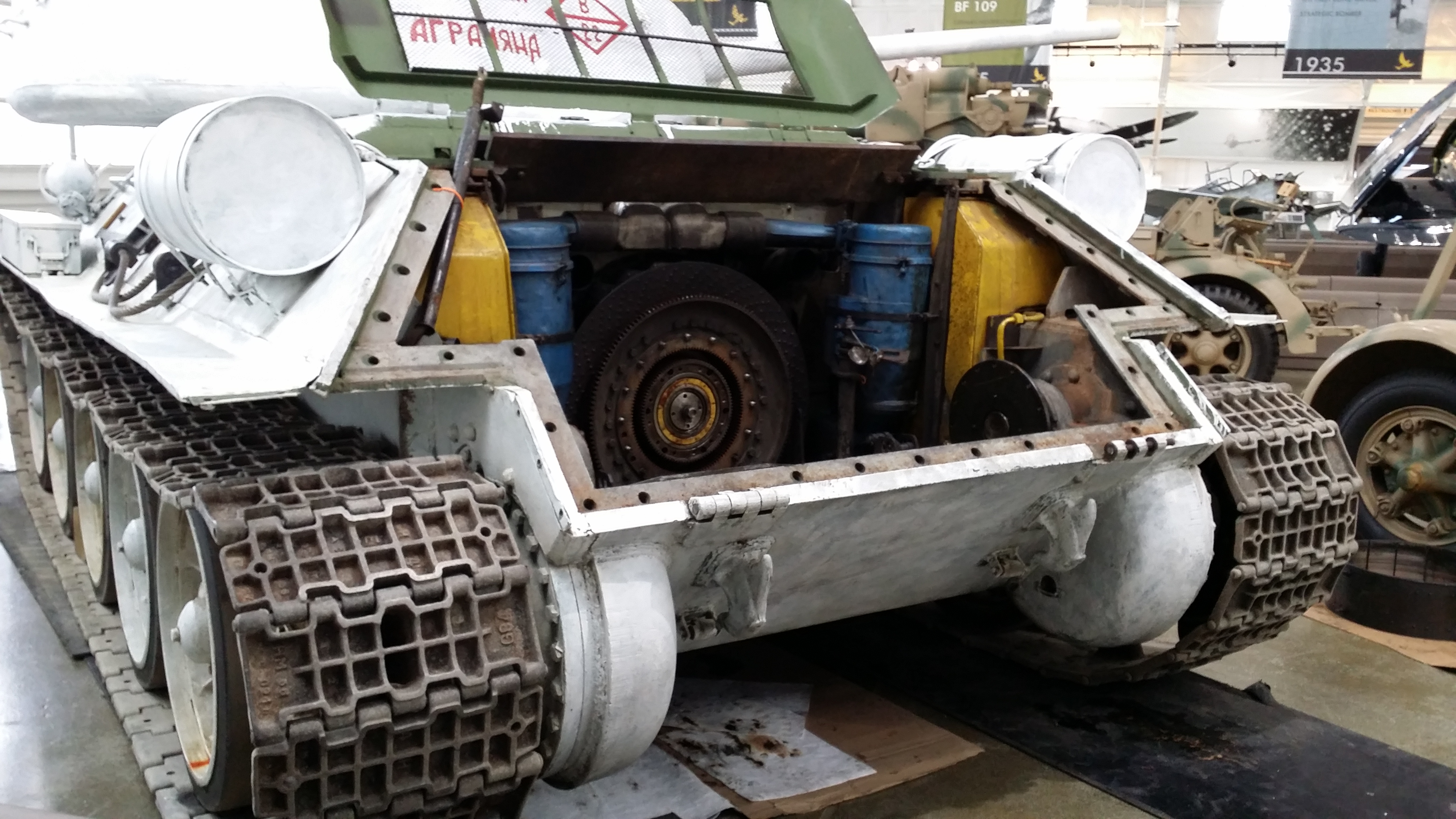
T-34-85の後部（フライング・ヘリテージ・コレクション）

T-34-85 1943年型
1943年12月に試作完成した最初の 85 mm 戦車砲搭載型で、試作中戦車T-43の砲塔を基にさらに改良した大型3人用砲塔を持つ。搭載砲は予定のZiS-53が完成せず、暫定的にD-5Tが搭載された。1944年1月から3月頃までの短い期間、第112工場で生産された。
T-34-85 1944年型
T-34-85の戦中型の主量産型で、ZiS-53の改良型、85 mm 戦車砲ZiS-S-53を搭載。1944年3月頃から年末まで、第183工場を中心に多くの工場で生産された。
T-34-85 1945年型
1944年から45年にかけて生産された、戦中型では最終型。砲塔旋回が電動化された他、車長用ハッチが大型の一枚の物になり、フロントフェンダーが角型になった。また、車体後部に煙幕展開用のタンクが装備されるようになった。

### 1946年以降

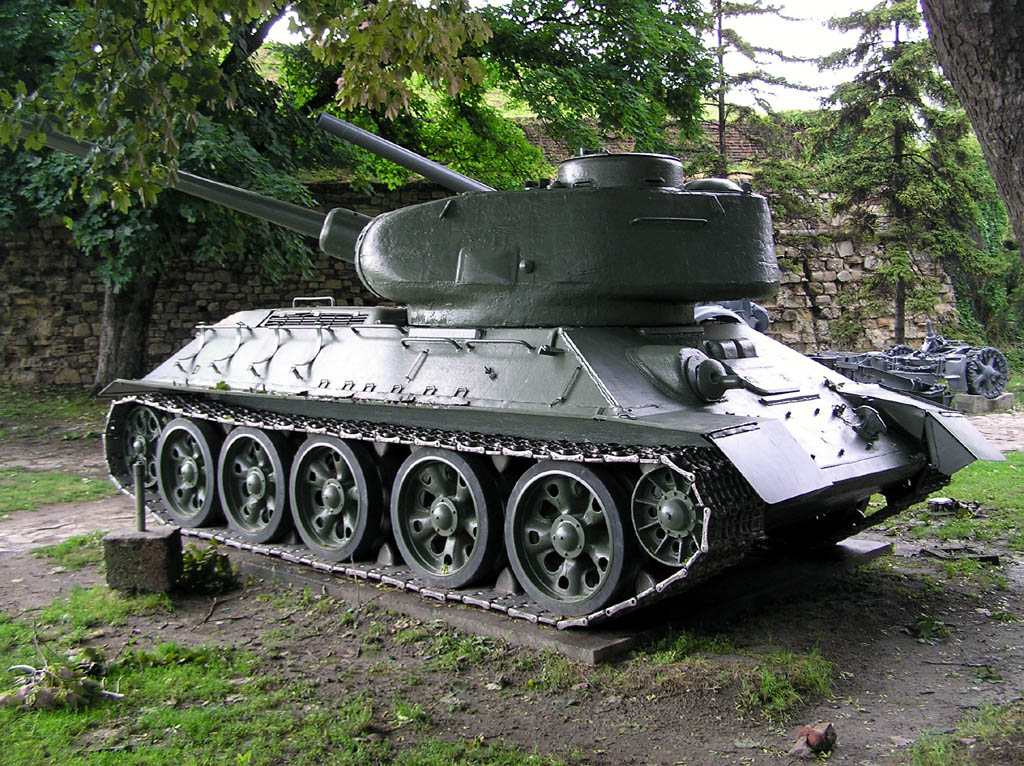
T-34-85M（スターフィッシュホイール装備）

T-34-85 1946年型
エンジンを V-2-34M に改良等。
T-34-85 1960年型
エンジンを V-2-3411 に改良等。
T-34-85 1969年型
T-34-85Mとも呼称される。T-54/T-55系と似た形状のスターフィッシュホイールの採用等。

### ドイツ軍での分類
ドイツ軍でも独自に1940年型をT-34A、1941年型をT-34B、1941年戦時簡易型をT-34C、1942年型をT-34D、1943年型をT-34E、そして1942年型で砲塔上面まで一体成型されたタイプをT-34Fと分類した。もっとも、前述の通りソ連では76.2 mm 砲搭載型の全てが単に"T-34"であり、細かい分類はされなかった。またソ連軍が新型戦車を開発していることを知ったドイツ軍は、新たに現れたT-34-85を誤って（別の戦車である）T-43と呼んだ。
ドイツ軍は鹵獲したT-34をPanzerkampfwagen T-34 747(r)と名づけ使用した(「Panzerkampfwagen」を「PzKpfw」と略記する場合もある)。そのまま使用しただけでなく、車長用キューポラやサイドスカートを増設したり、対空戦車などにも改造して使用した例もあった。
Panzerkampfwagen T-34 747(r)
ドイツ軍内での鹵獲T-34の呼称。
Flakpanzer T-34(r)
T-34-76車体に破損した対空ハーフトラックに搭載されていた2cm Flakvierling38 4連装対空砲を搭載した現地改修モデル。第653重戦車駆逐大隊によって製作され、大隊本部で運用された。

### 派生型

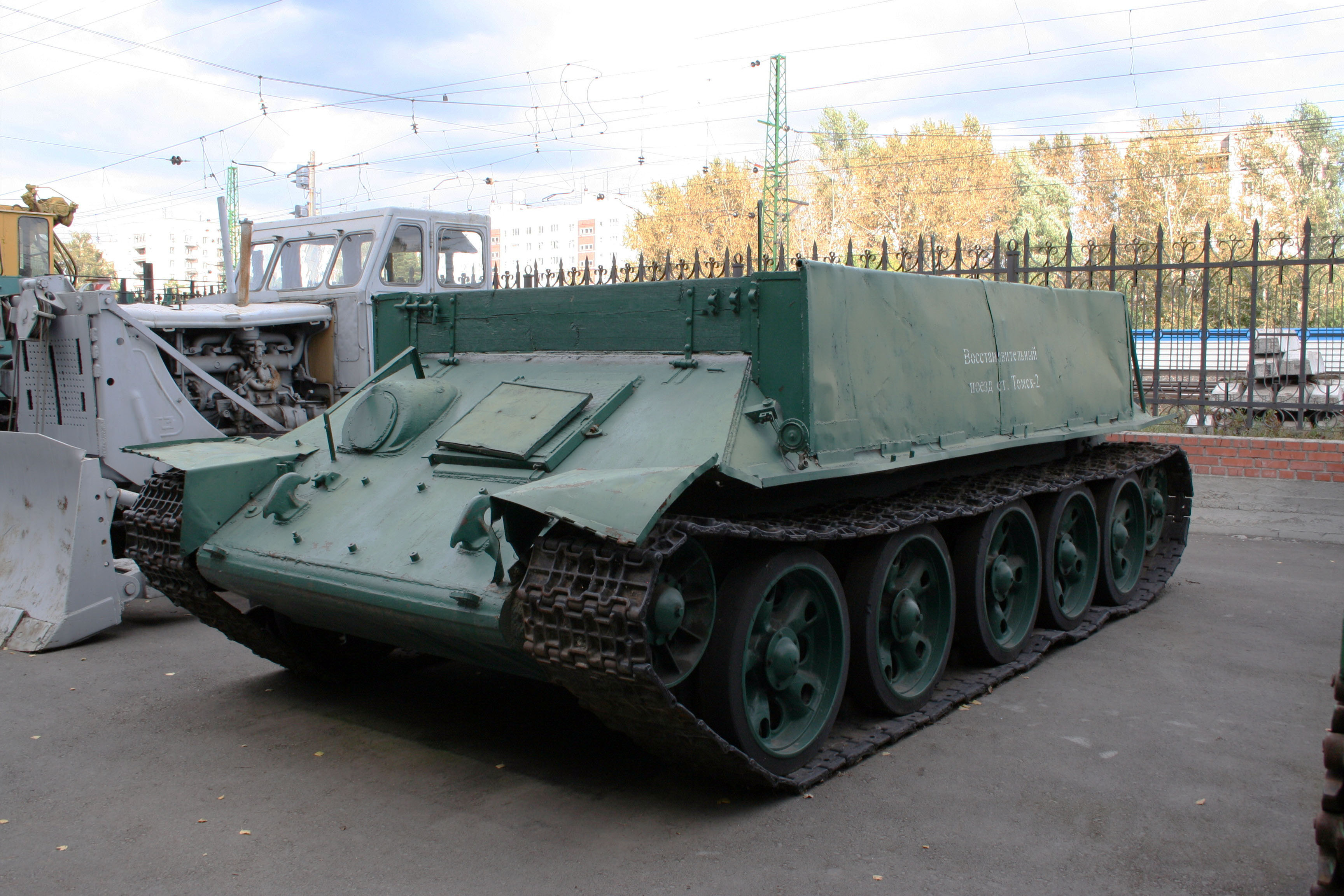
T-34-T
戦闘室上面に荷台のあるタイプ。

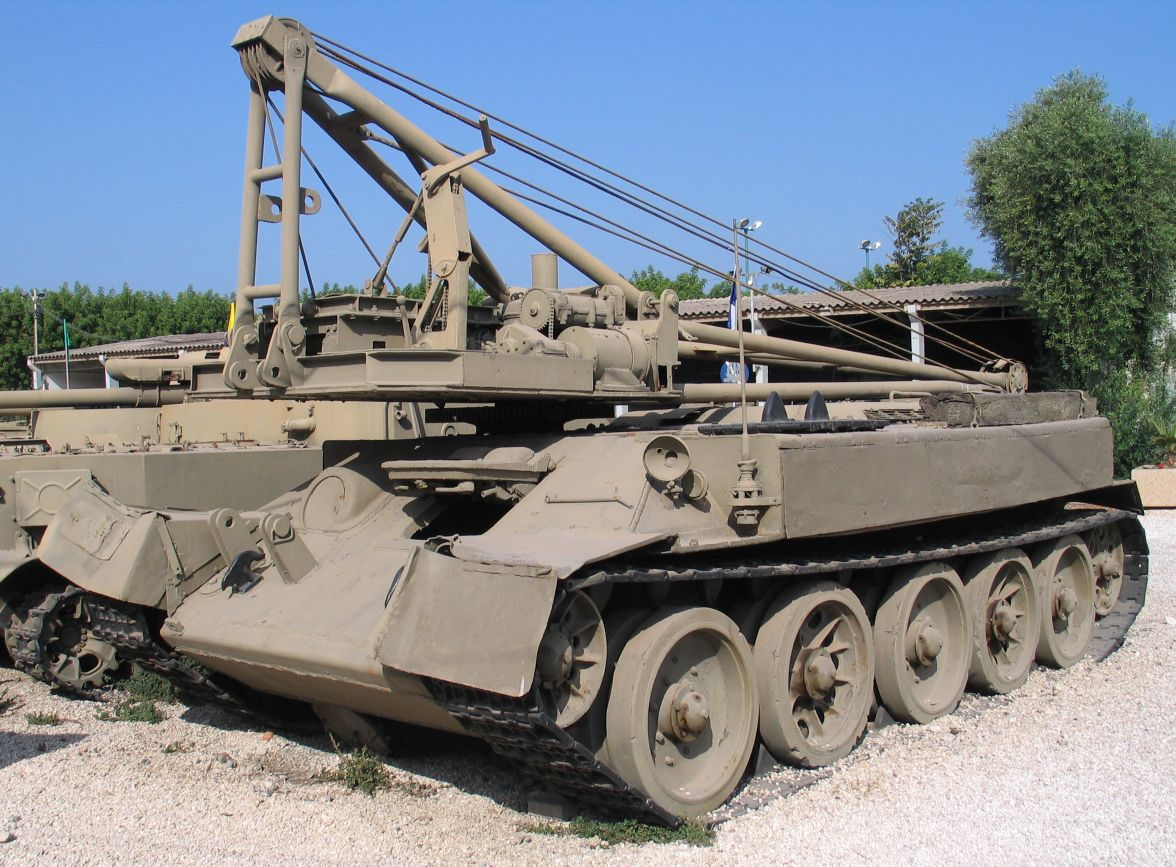
SPK-5

大戦中にもT-34M、T-43（この二種の戦車は全くの別物だが、古い資料では混同されている）といった装甲強化型の試作が行われたが、それ以上に火力の増強が必要とされて却下され、代わってT-34-85や後継戦車として開発されたT-44が生産された。
ソ連では派生車として、下記の自走砲他が生産されている（形式番号は搭載火砲の口径を示している）。SU-85やSU-100は対戦車戦闘を目した駆逐戦車の性格が強いが、ソ連ではまとめてSU（СУ）=自走砲と分類されている。
SU-122
SU-85以前に開発された、122 mm 榴弾砲 M-30を搭載した自走榴弾砲。
SU-85
85 mm 対戦車砲D-5Sを搭載する駆逐戦車。
SU-100
強力な100 mm 対戦車砲D-10Sを搭載するため、SU-85の戦闘室を改良した物。SU-100の車体を流用し85 mm 砲を搭載した車両はSU-85Mと呼ばれる。
OT-34火焔放射戦車
T-34の車体機銃の代わりにATO-41火焔放射器（後にATO-42）を搭載したもの。ベース車体は1941年型（戦時簡易型）から1943年型まで各種ある。1回あたり10リットルの燃料を用いて10分間に3回と、あまり多く放射できるものではなかった。
OT-34-85火焔放射戦車
OT-34同様、T-34-85にATO-42火焔放射器を搭載したもの。
PT-34
T-34やT-34-85の車体前面にアタッチメントを装着、PT-3ローラーを取り付けた地雷処理車。
T-34-T（TT-34）
T-34の砲塔を取り外した牽引・回収車両。一部は重砲牽引車としても用いられた。
なお、“T-34-T”の名で呼ばれる牽引・回収車両にはいくつかのタイプがあり、単に砲塔を外しただけのものから、砲塔を外してターレットリングの開口部を塞ぎキューポラを設置したもの（キューポラのないタイプもある）、荷台を設置したものなど、多種類のバリエーションがある。
東ドイツ軍ではT-34-Tの戦闘室上にウィンチを装備した改良型を独自に開発し、「T-34-TB」の名称で装備した。
T-34-TO（TO-34）
T-34-Tの派生形で、各種整備機材を搭載し、機関室上面にデッキを新設、組み立て式のデリッククレーンを標準装備とした整備支援車両。 1958年より余剰となったT-34-85を改装して装備された。
SPK-5
T-54/55の部隊装備開始後に余剰となったT-34-85を改装したもので、砲塔を撤去し全周旋回可能なジブ式クレーン（吊り上げ能力10トン）を搭載した装軌式自走クレーン車。1955年より既存車を改装、装備された。
SPK-5/10M
SPK-5のクレーンを電気油圧制御式とした改良型。
AT-42
T-34の車体部を流用した砲牽引車。操縦席部分を含む戦闘室を大型化し、機関室上に砲員と砲弾を搭載するために荷台を増設している。
自重は17トンで、最大牽引重量は15トン、さらに3トンまでの砲弾及び貨物を搭載して時速33キロで走行可能であった。
1940年より開発が開始され、1941年には試作車が完成、実用試験が開始されたが、独ソ戦の開戦により「T-34の生産を担当する工場の生産力を戦車の生産以外に用いるべきではない」と結論されたため、試作のみに終わった。
AT-45
AT-42同様T-34の車体部を流用した砲牽引車。AT-42とは異なり、ソ連の他の非装甲型の砲牽引車と同じく、ボンネットトラック様の操縦席キャビン部と荷台部を持つ。エンジンはT-34と異なり350馬力のディーゼルエンジンが搭載されている。自重19トンで、最大牽引重量22トン、貨物搭載量は6トンで、最高時速35キロで720kmの走行が可能であった。
ニジニ・タギルに疎開していたハリコフ蒸気機関車工場（ハリコフ機関車工場、KhPZ)において1944年より開発され、1945年、奪還され復興したハルキウの第75工場において量産が開始される計画であったが、T-44の開発完了に伴い生産体制がT-34からT-44に全面的に切り替わることが決定したため、T-34の派生型である本車の量産は中止され、やはり試作のみに終わった。
BLG-34
東ドイツ軍が独自に開発した架橋戦車。T-34の車体に大型の二つ折り式（シザース式）の戦車橋を搭載している。試作のみ。
戦後、エジプト、シリアなどでも、ソ連製やチェコ製のT-34-85を独自に自走砲や対空自走砲を改造し、製作、使用した。

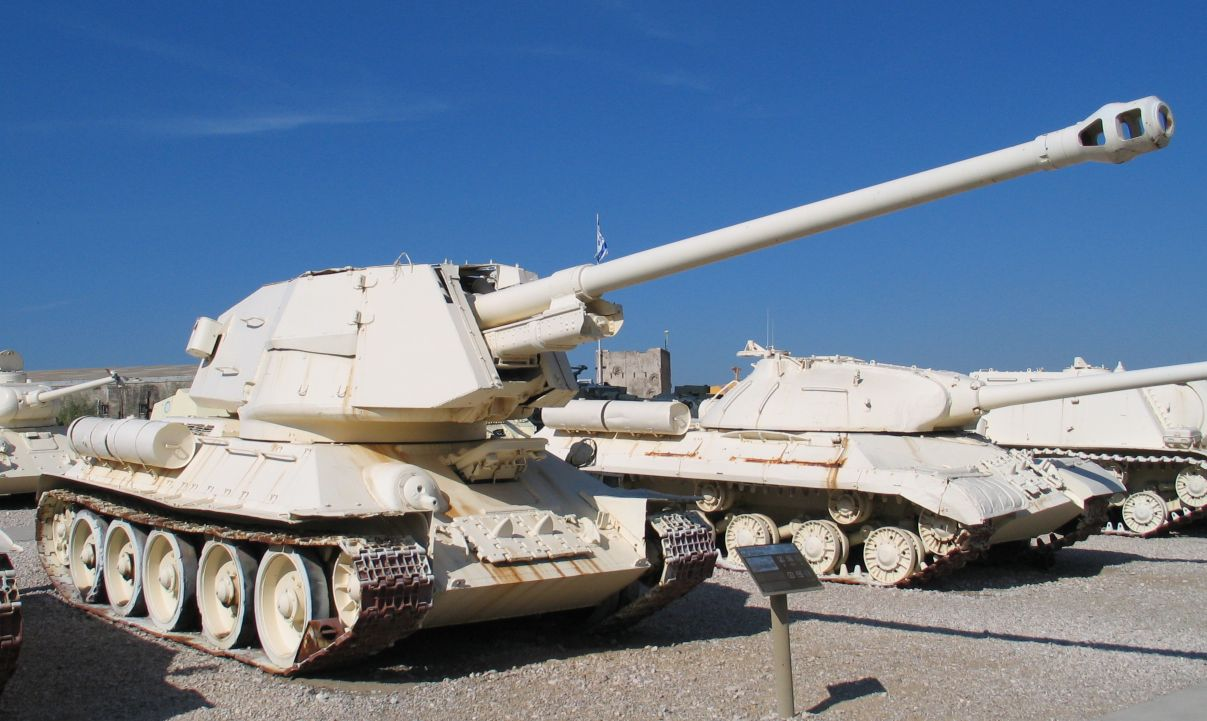
T-34-100（T-100）

T-34-100 (T-100)
エジプト軍が、余剰となったT-34-85の砲塔を大きく切り欠いて、ソ連製のBS-3/M1944 100 mm 野砲を搭載した対戦車車輌（駆逐戦車）。砲塔はオリジナルのT-34-85に対して前後逆になっている。
T-34-122 (T-122）
T-34-100同様、エジプト軍が余剰となったT-34-85の砲塔側面・後面を切断し、溶接箱組みの戦闘室を付け足してD-30 122mm榴弾砲を搭載した自走砲。砲塔の容積はオリジナルの2倍近くに拡大している。
T-34-100

ロシア軍が、T-34の車体に100mm砲を搭載した試作戦車。T-44と共に、100mm LB-1砲搭載型と100mm D-10T砲搭載型の二つの試作車が作られた。

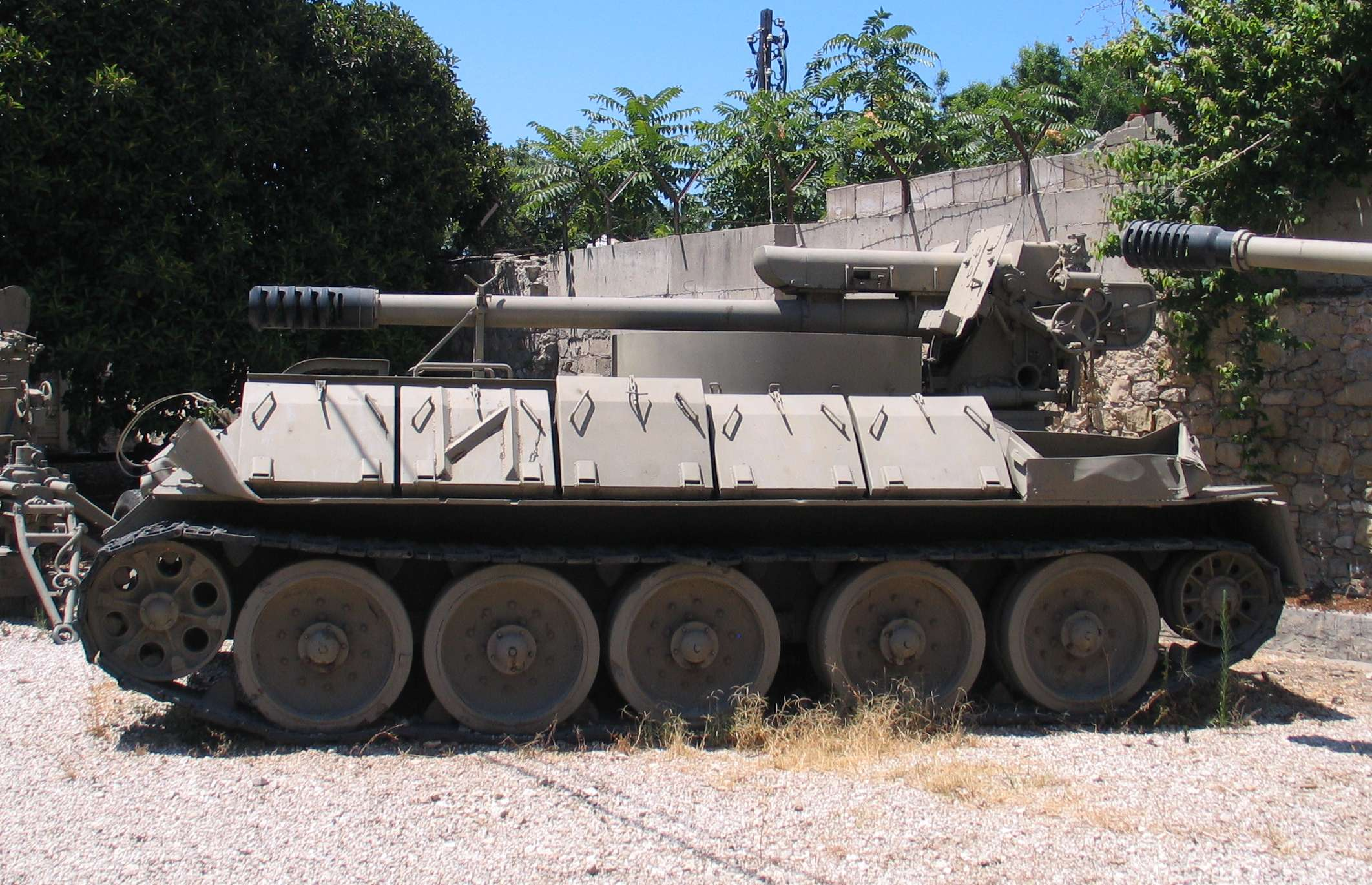
T-34/D-30
シリア軍の車両

T-34/122（T-34/D-30)
シリア軍では砲塔を完全に撤去し、D-30 122 mm榴弾砲を車体上に後ろ向きに搭載した自走砲が作られている。キューバでは、T-34-85の砲塔前半部を切り欠いて、同砲を前向きに搭載した自走砲が作られている。前面防弾板も、D-30榴弾砲の物がそのまま使われている。これらは“T-34/122”もしくは“T-34/D-30”と呼称されている。　
なお、大戦中のソ連軍にも、T-34-85をベースに砲塔形状その他を改め、試験的に100 mm 戦車砲を搭載した「T-34-100」が存在する。また、1942年にU-12 122mm榴弾砲を搭載した車両が計画・試作され、これは「Ｔ-34Г（T-34G）」もしくは「Ｔ-34щ（T-34Sh）」の名称で計画されたが、“T-34-122”と通称されていた。

## 主要生産工場
独ソ戦によるドイツ軍のソ連領内侵攻で、工場は大規模な疎開を行って生産を続けることとなった。これら数カ所あった工場によって砲塔、車体の構成などが異なることがわかっている。
第183工場
ハリコフにあったハリコフ機関車工場（現V・O・マールィシェウ記念工場）でT-34の設計・試作が行われ、初期のT-34/1940年式の生産も行われた。この国営第183ハリコフ機関車工場（別名 コミンテルン、KhPZ）が独ソ戦開始後、ウラル山脈東方のニジニ・タギルに疎開して現地のウラル貨車工場（ウラルヴァゴンザヴォート）と併合し国営第183ウラル戦車工場（別名 ヨシフ・スターリン、UTZ）に改名して操業。T-34の開発工場であり、戦中を通しT-34生産の中核を担った。
スターリングラード・トラクター工場（別名 F.ジェルジンスキー、STZ）
スターリングラード（現ヴォルゴグラード）にあった。立地条件の問題か、独自形状の起動輪や緩衝ゴム内蔵の鋼製リム転輪、独特の装甲板構成を持つ砲塔や車体など、生産が進むに連れ独特の仕様が多い車両を生産した。他の工場が疎開のため生産ラインが閉じてしまい、一時期はT-34を生産している唯一の工場となった。このためスターリングラード攻防戦の最中にも生産が続けられ、塗装もされていないT-34が工員の手により直接前線に向かったとの説もある。結局施設は灰燼に帰し、生産を再開したのは戦後になってからであった。
第112工場（国営第112クラスノヤ・ソルモヴォ工場）
ゴーリキー（現ニジニー・ノヴゴロト）にあった。なお、この工場で生産されたT-34（1941年戦時簡易型）の初期638輌は、折り悪くV-2ディーゼルエンジンの製造工場が疎開中で入手が困難だったため、やむを得ずM-17Tガソリンエンジン（BT-7用にライセンス生産していた、BMWの航空機用エンジンを戦車用に改造したもの）を搭載している。外見上は後部の丸い点検ハッチが標準型よりやや小径で車体中央に寄っており、ハッチを固定するボルトが4つしかないことで識別できる。最も遅くまで「ピロシキ」型砲塔搭載の1941年戦時簡易型を生産した一方で、最初にT-34-85を生産した工場でもある。
第100工場（国営第100キーロフスキー工場）
レニングラード（現サンクトペテルブルク）にあった。独ソ戦開始後、ウラル山脈東方のチェリャビンスクに疎開。もともと現地にあったトラクター工場と合体し、巨大戦車生産コンビナートタンコグラードを形成する。
第9工場（国営第9ウラル重機械工具製造所、UZTM）
スヴェルドロフスク（現エカテリンブルク）にあった。当初はシャーシ、砲塔のみの製造を行う工場だったが、後に独自生産。
第174工場（国営第174工場ヴォロシーロフ製造所）
レニングラードの工場がオムスクに疎開して成立。

### ライセンス生産
第二次世界大戦後、「友好国」に生産ラインの設備が譲渡され、ライセンス生産もおこなわれている。

#### 生産国

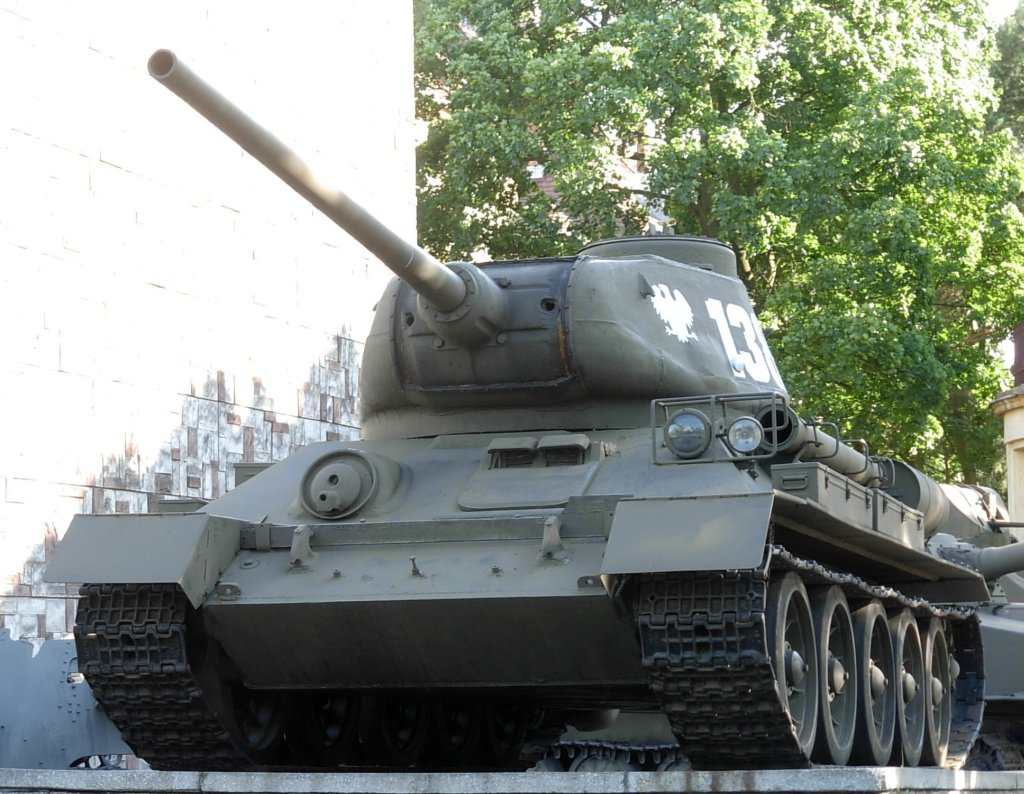
ポーランドの生産型、T-34-85M2

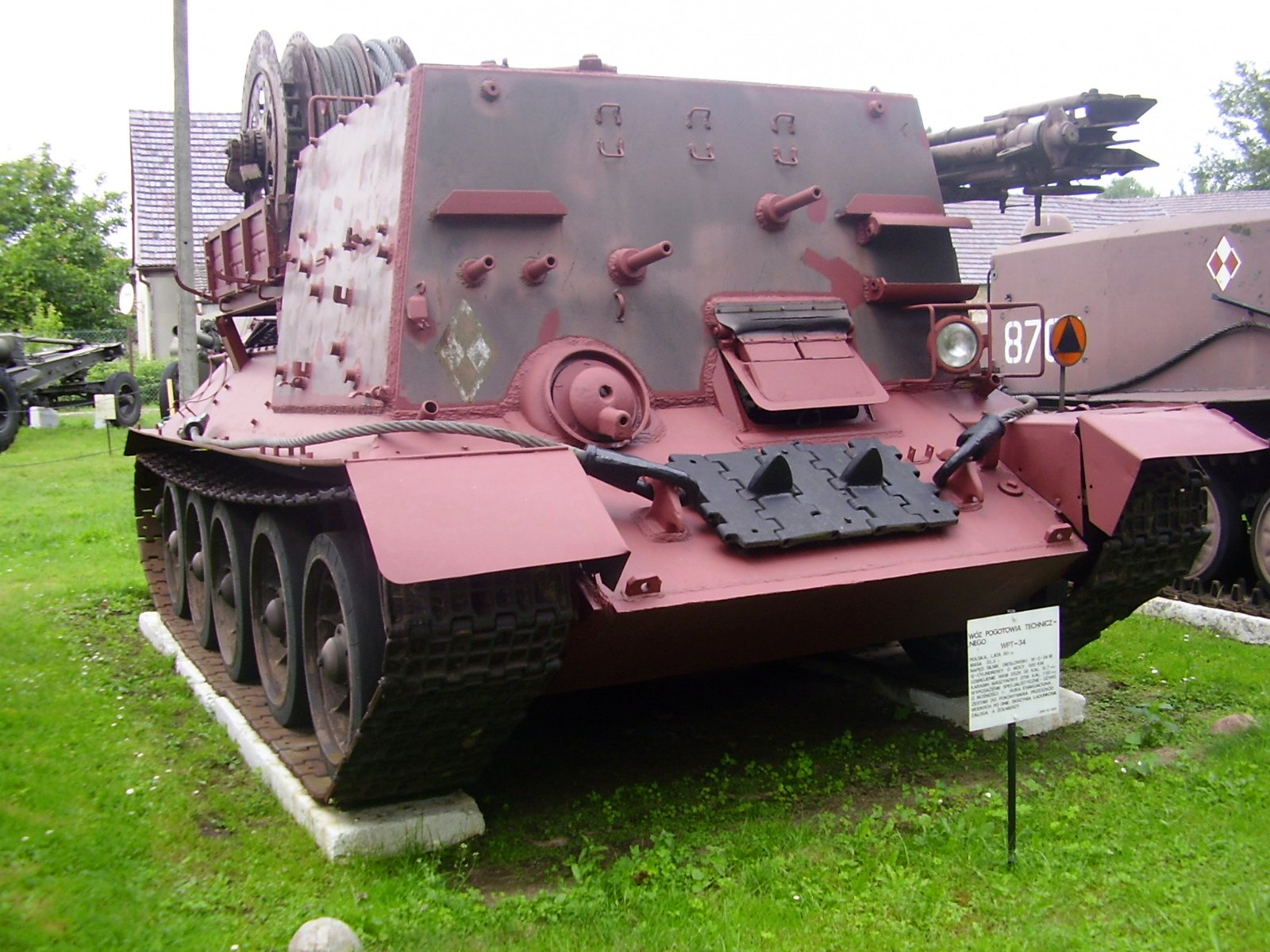
WPT-34

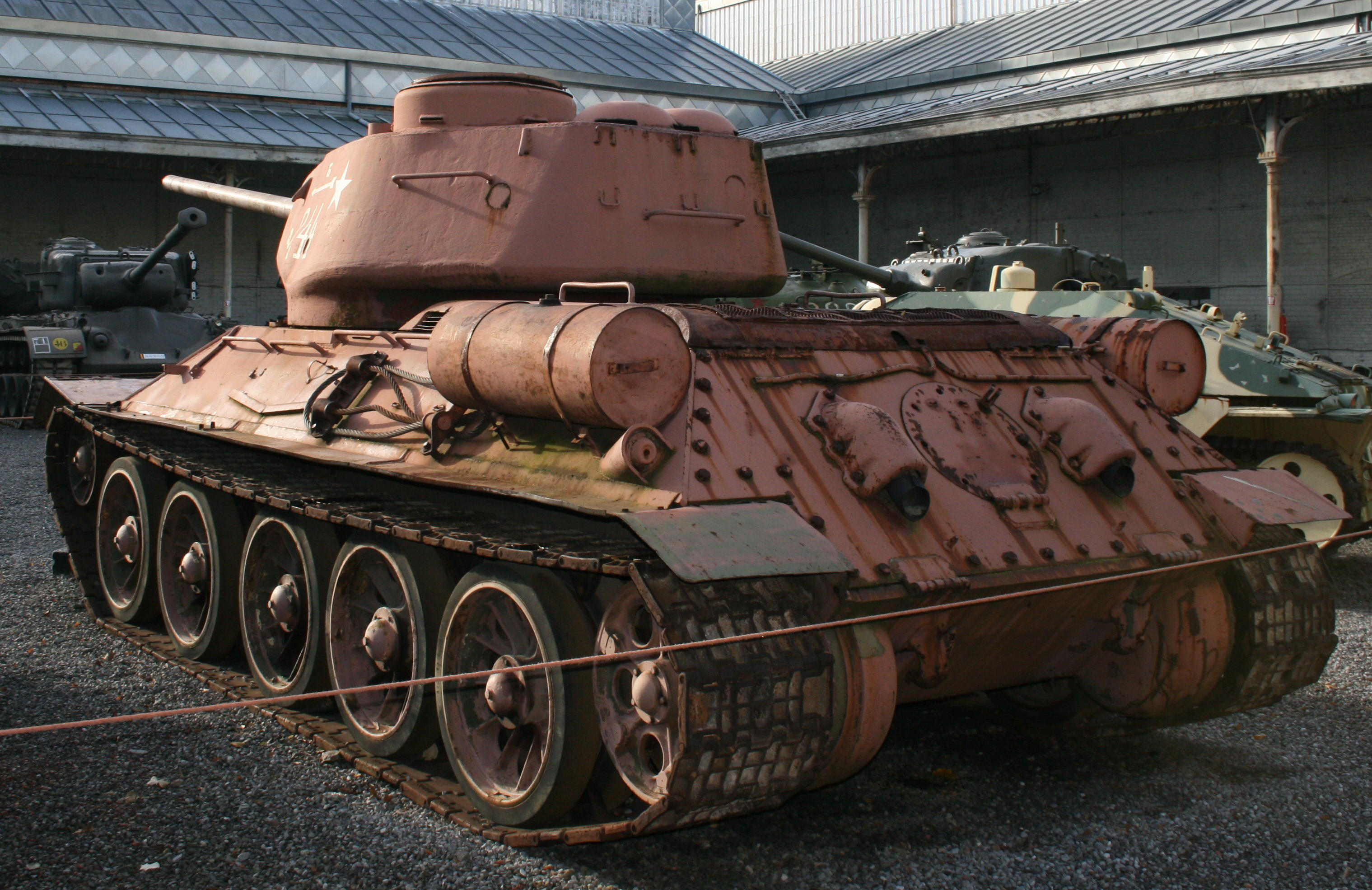
チェコ生産型のT-34-85の車体後部

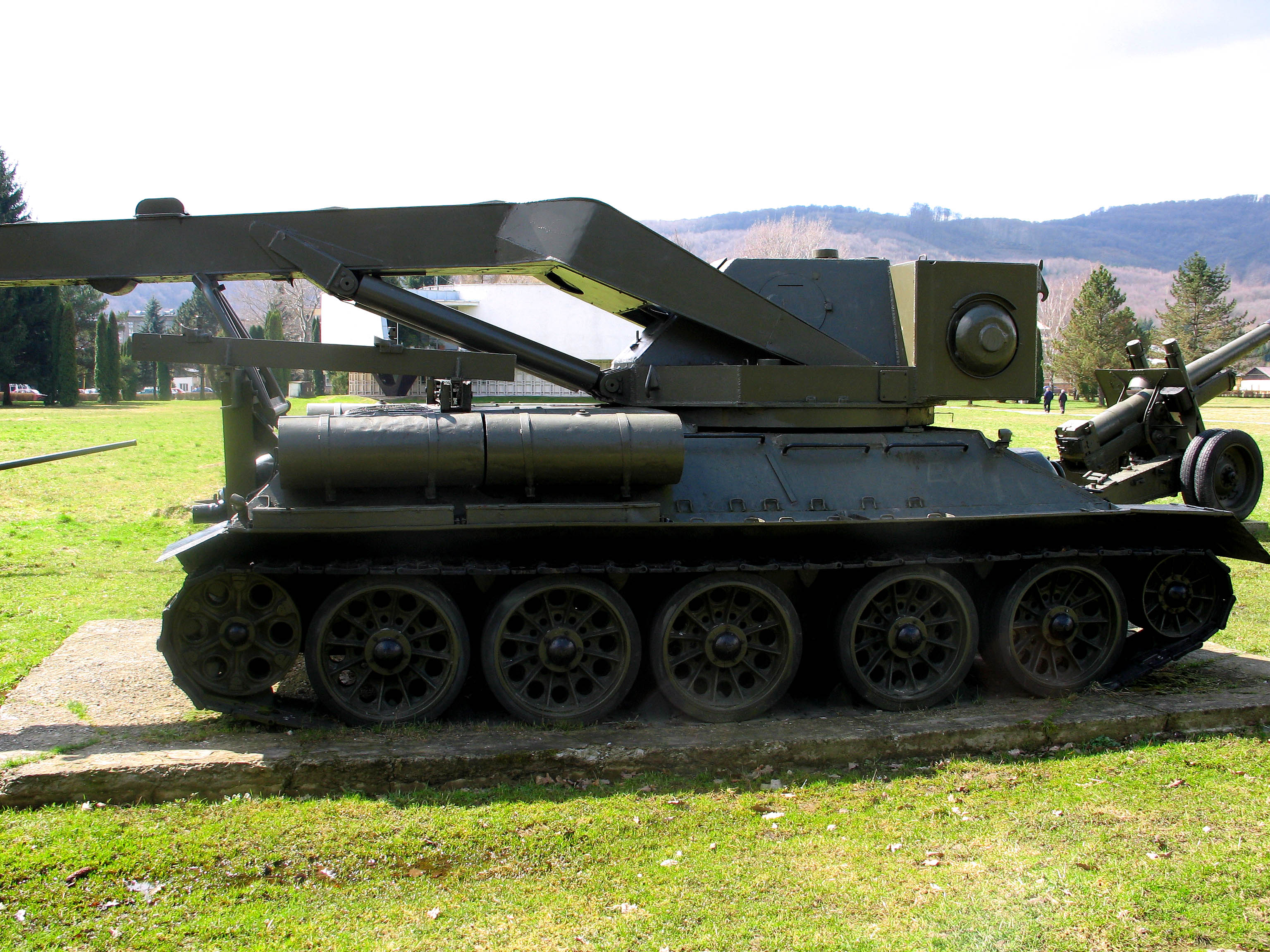
JT-34

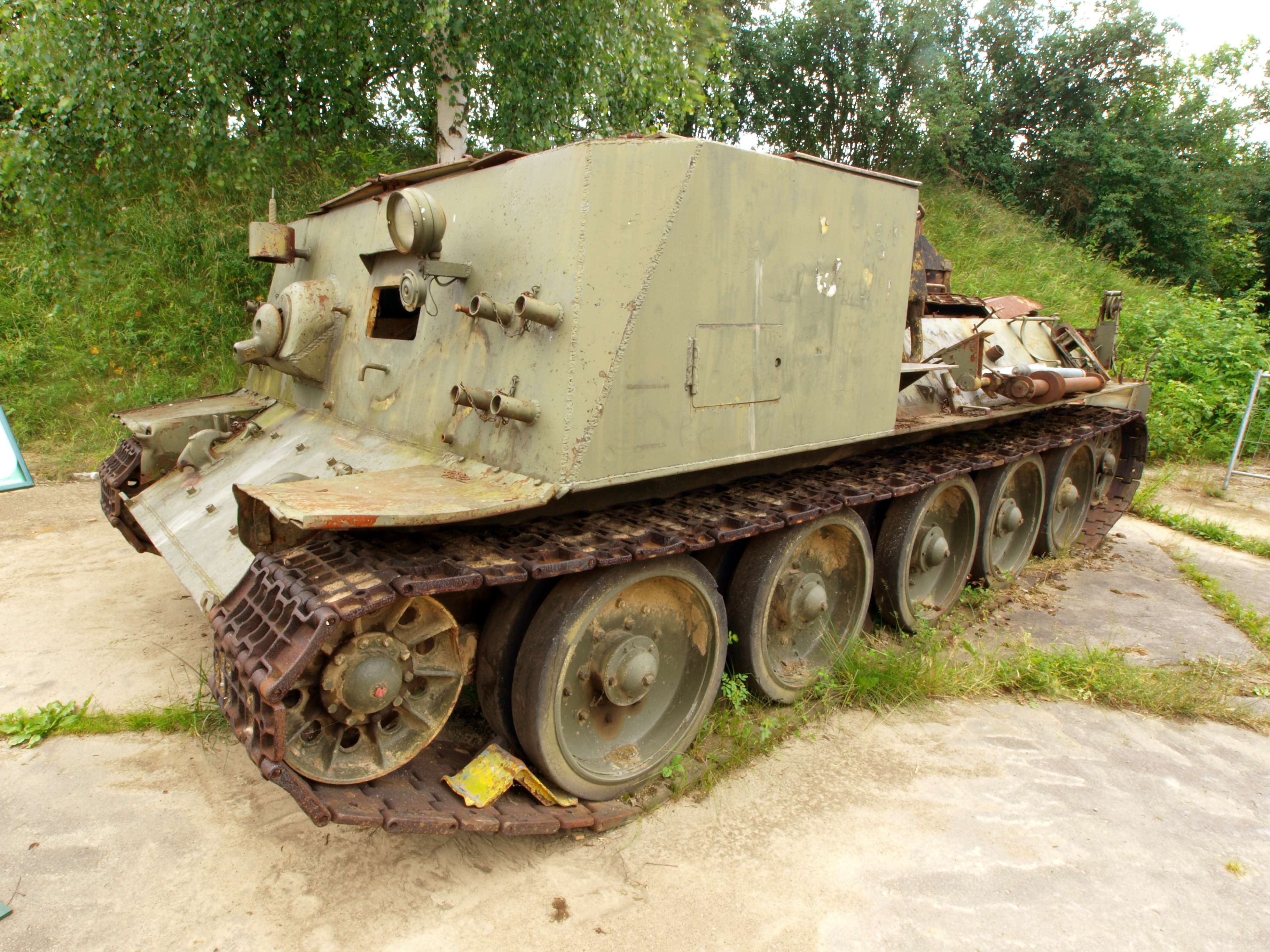
VT-34

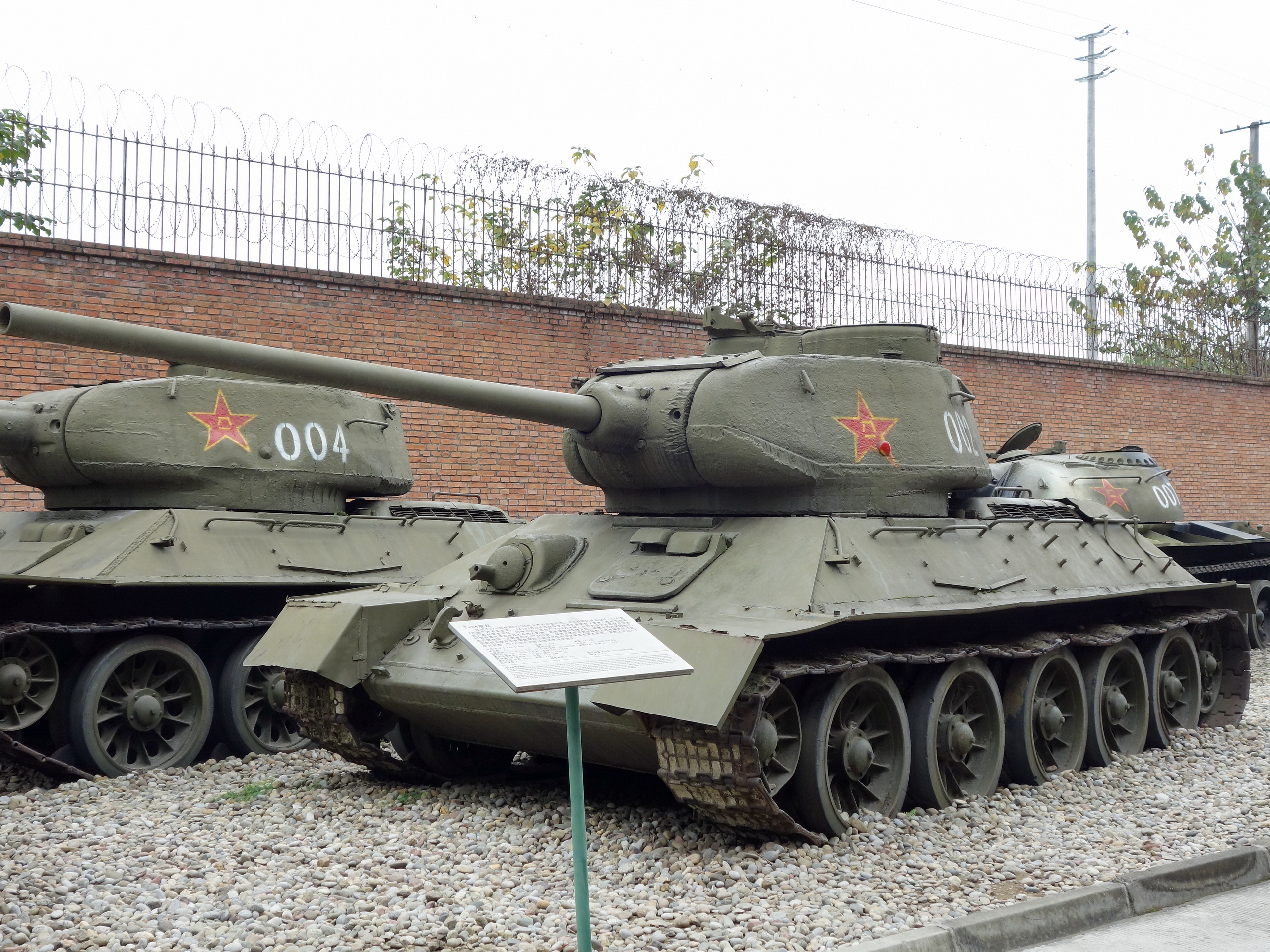
58式戦車II型

ポーランド
T-34-85の1944年型が1951年から1955年にかけて生産され、多くがワルシャワ条約の同盟国に売却された。ソ連製のT-34のかなりの数が戦時急増による粗製乱造品であったため、それらに比べて戦後生産型であるポーランド製車両の質は高く、設計本来の性能を発揮できた、と評価されている。ポーランド製の車両は、ソ連製のどの工場製とも微妙に異なる外形の砲塔を持ち、砲塔表面の鋳造肌も滑らかになっている。
T-34-85M1
T-34-85 1960年型に準じた型。スパイダーホイールが使用されている。
T-34-85-M2
T-34-85 1969年型に準じた型。渡渉能力が追加されており、T-54/55系と似たツールボックスやシュノーケルを装備するなど、改良が施されている。T-54/T-55系と似た形状のスターフィッシュホイールが採用された。
CW-34
後述のチェコスロバキア製回収車型、VT-34に準じてポーランドで製造された戦車回収車。
WPT-34
CW-34の能力向上型として1960年より装備された戦車回収車。より大型の固定式戦闘室とシュノーケル装置を装備している。大半の車両はSU-85及びSU-100を改造して生産された。
チェコスロバキア
1958年までポーランドより多数を生産、中東に輸出された。特にシリア軍が中東戦争で使用したT-34-85はほぼ全てがチェコ生産型である。ポーランド製の車両と同様に、ソ連製のものに比べて工業的品質が高いと評価された。ポーランド製の車両と同様、チェコ生産型もソ連製のどの工場製とも微妙に異なる外形の砲塔を持ち、砲塔表面の鋳造肌も滑らかになっている。
チェコスロバキアの生産型はT-34-85CZと通称されており、車体リアパネルのヒンジが、ソ連の第174工場と同様の大きな物で、排気管カバーは通称「柏葉型」等と呼ばれる、ボルト取付部のみが突出している形状の物を使用している（柏葉型排気管カバーは戦時中のソ連生産型にも見られるバリエーション）。
MT-34
T-34の車体に二つ折り式（シザース式）のPM-34戦車橋を搭載した架橋戦車。1950年より生産。
JT-34
大戦後チェコスロバキアが独自に開発した装軌式自走クレーン車。砲塔の代わりに全周旋回可能なブーム式クレーンを搭載している。1957年より開発計画が始まり、1963年から1966年にかけて約80両が生産された。チェコスロバキアの他インドとモロッコにも少数が輸出されて使用された。
VT-34
チェコスロバキアが独自開発した戦車回収車。大型の固定式戦闘室を増設、車内にはウィンチを装備し、車体後面には作業時に車体を安定させるための大型の駐鋤を装備している。
中華人民共和国
中国ではソ連の技術指導の元にT-34-85をフルコピーしたものを58式戦車として生産した。中華人民共和国建国の当初であり、工業技術の基盤整備が未発達であったため、ソ連製よりも工作精度の低いものが多く、工業製品としての信頼性に問題があるものが多かった。にもかかわらず、人民解放軍の主力戦車とするべく大量生産が企画され、独自改良型も生産されたが、制式化の翌年にはT-54A戦車のコピー生産品である59式戦車が完成したため、58式の生産は程なく中止され、生産ラインは59式に切り替えられた。
58式戦車（Type58）
T-34-85 1945年型のフルコピー生産型。後に大多数はII型に改装された。
58式戦車I型（Type58-I）
車長用ハッチをドーム型のものとし、12.7mm機関銃のマウントを標準装備とした型。
58式戦車II型（Type58-II）
装填手用ハッチも車長用と同じく12.7mm機関銃マウントを装備したキューポラ型とした型。
なお、59式戦車の完成後は59式用の装備品が58式戦車にも追加で装備され、サーチライトとその架台、新型の照準器などが装着されている。それらの改修車両は西側の分類では“Type58-IIM”と呼称されている。

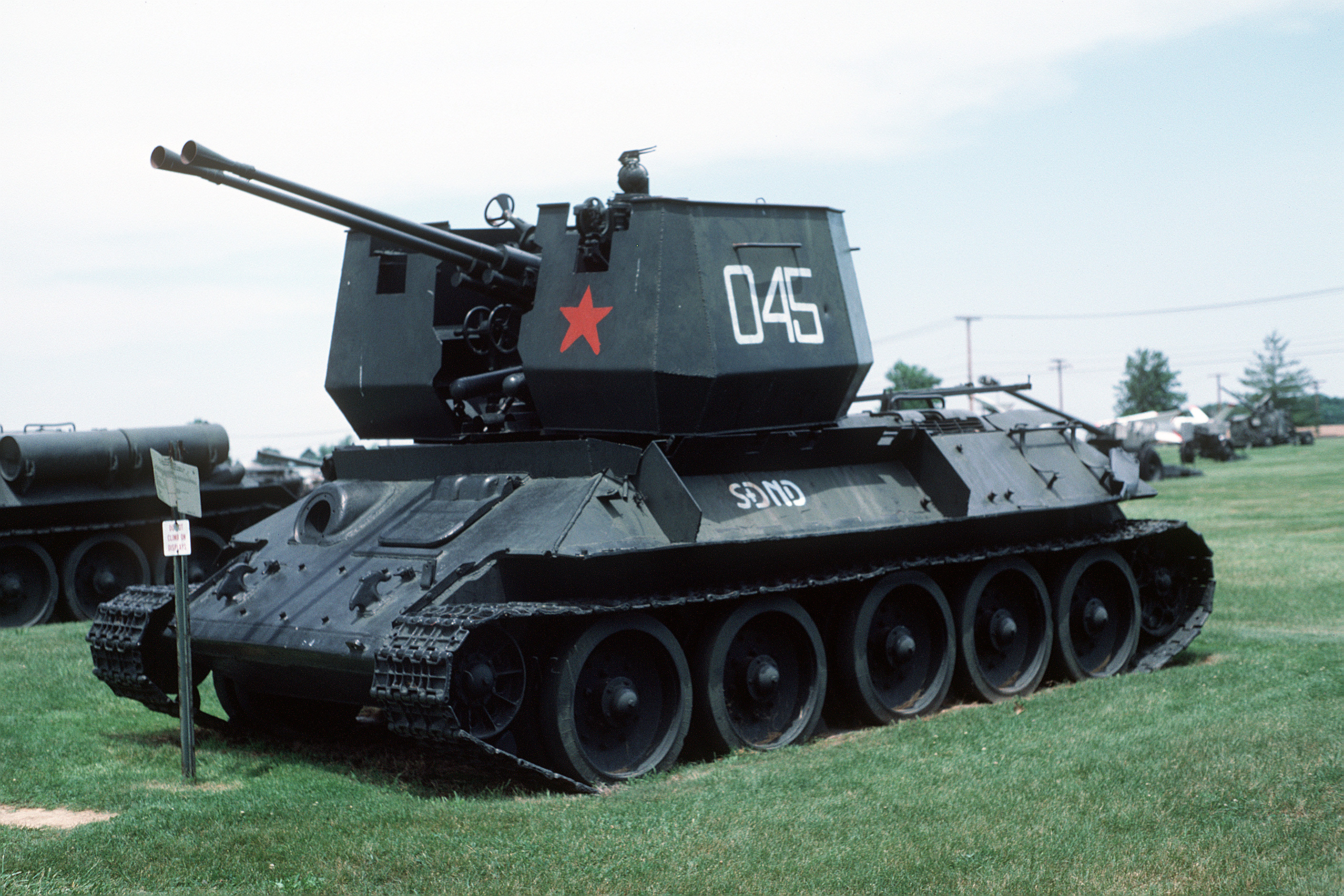
アバディーンのアメリカ陸軍兵器博物館に展示されている65式対空自走砲

65式対空自走砲
中国軍が58式戦車の車体に65式対空砲（ソ連の61-K 37mm対空砲の国産発展型）を搭載した対空自走砲。ベトナム戦争に投入された。古い文献では「北ベトナムが現地改修の形で独自に製作した」と記述されているが、中国軍の制式装備である。
これらの他、T-34-Tがソ連より供与、及び購入されて使用されており、58式戦車の一部も同様の戦車回収車に改装されて使用された。

#### 生産中止国
- ユーゴスラビア - T-34-85を供与されたユーゴスラビアでは、これをリバースエンジニアリングの上参考にした「Teski Tenk Vozilo A（重戦車A型）[注釈 13]」を製作し、量産する予定であったが、ソ連との関係悪化で9輌を試作したところで中止された。しばしばT-34-85と間違われることもあるが、車体前面左右の傾斜や砲塔の形状、主砲のマズルブレーキなどが異なる、ユーゴスラビアが独自に製造した唯一の戦車である。かわりにアメリカからM4シャーマンの供与を受けている。T-34-85の装備自体はその後も長らく続けられた。
- 北朝鮮では朝鮮戦争後もT-34の装備を継続したが、自国での生産は一切行っていない。

## 運用国

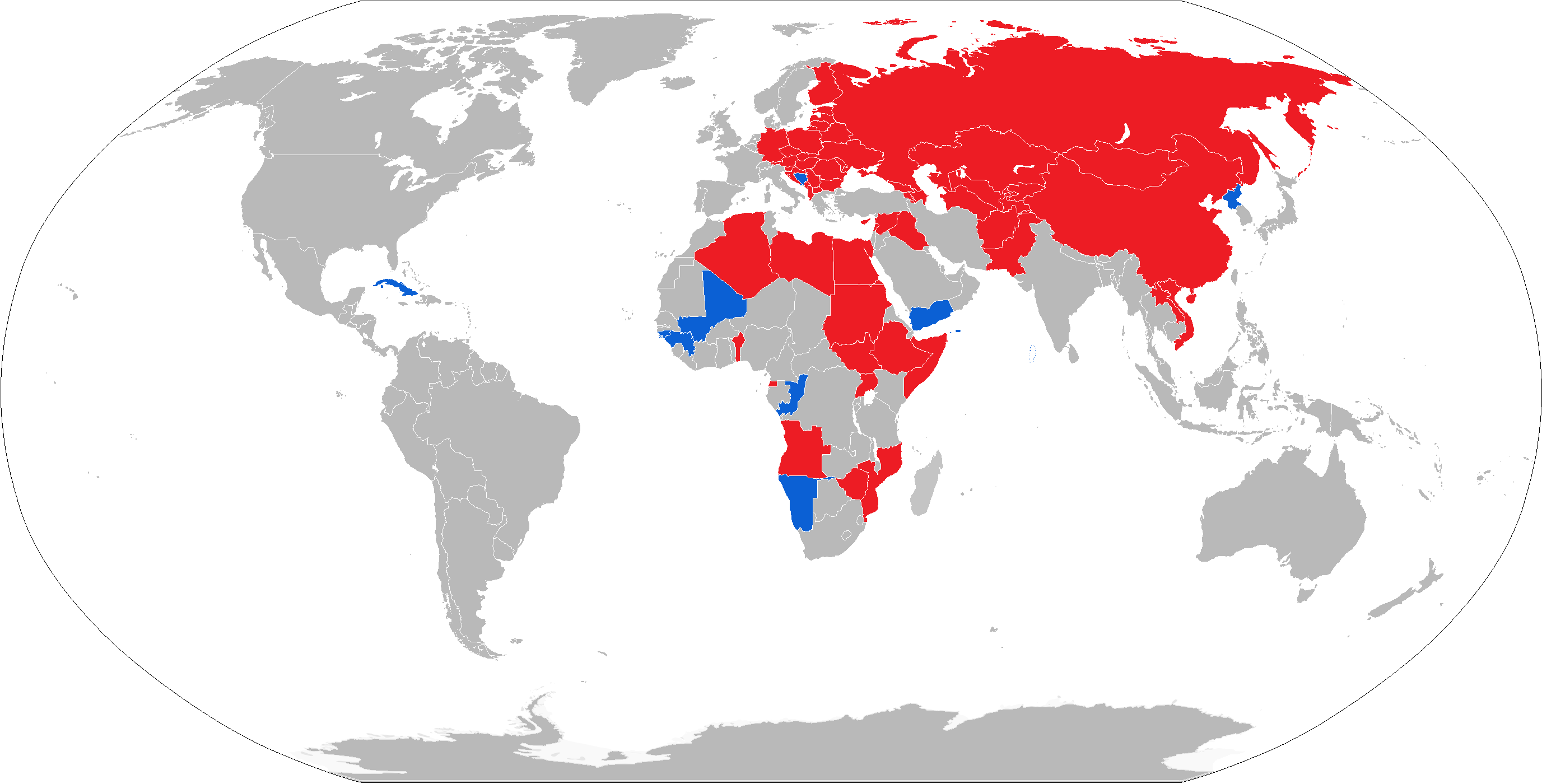
現在の運用国（青）と過去の運用国（赤）

### 現在の運用国
- 朝鮮民主主義人民共和国
- イエメン
- ボスニアヘルツェゴビナ
- マリ共和国
- モルディブ共和国
- ギニア
- ギニアビサウ[注釈 14]
- キューバ

### 現存する車両

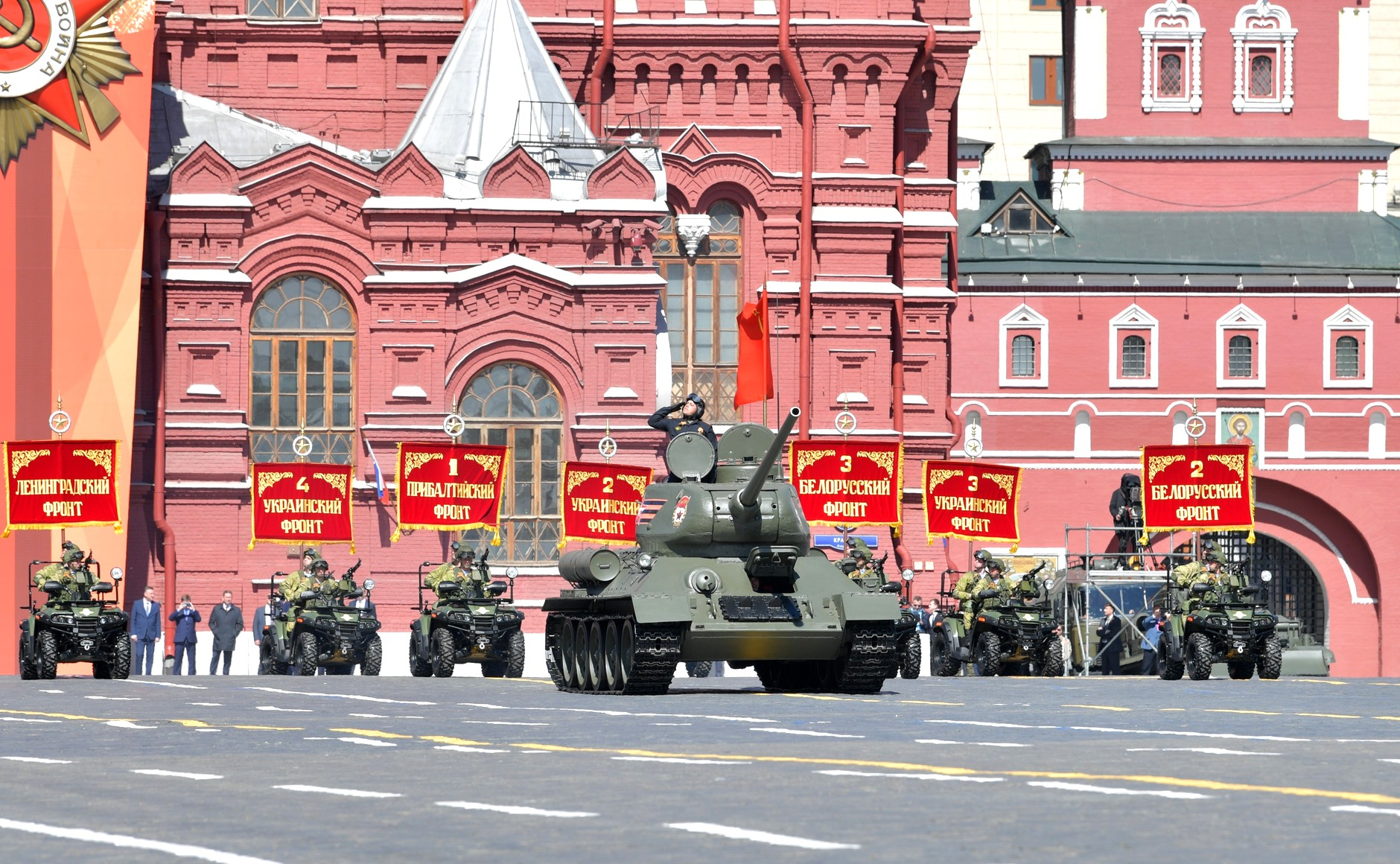
モスクワにおける独ソ戦戦勝記念パレード（2018年）

T-34は大量に生産されたため、半世紀を経た現在でも数百両程度が現存している。第三世界の軍において第二線級の兵器として保管されている車両（主にT-34-85）は、21世紀に入った現在でも数多くあると見られている。
2010年のモスクワにおけるロシア対ナチス・ドイツ戦勝65周年パレードでは現存するT-34やSU-100などがパレードに自走参加した。2015年10月に北朝鮮の平壌で開催された朝鮮労働党70週年記念の軍事パレードでも、起動輪と履帯をT-54/55のものに換装したT-34-85の近代化改修型が参加している。
より古いT-34-76に関しては、現存する有名なものとしてはアメリカ・メリーランド州アバディーンのアメリカ陸軍兵器博物館が所蔵する1941年型のT-34がある。これは旧西側に現存する車輛としては最古級のものだった。さらに古い76mm L-11砲を搭載した1940年型のT-34は、ロシア、ベラルーシに少なくとも各1輌、1941年型および1941年戦時簡易型は最近になって昔の戦場から回収されたものを含め少なくとも10輌以上が現存する。フランスのソミュールにある「Musée des Blindés（ソミュール戦車博物館）」では2輛のT-34を保有しており、その内の一輛は完全に稼働する状態で、それは夏の「Carrousel」戦車走行展示会において、走行する様子を展示される。フィンランドが継続戦争中に鹵獲した1941年型（Ps.231-1）も走行可能な状態となっている。ナット砲塔を搭載した1942年型・1943年型はさらに多く、走行可能状態までレストアされたものも多い。
T-34の耐久性は、最近の修復作業においても示された。エストニアで56年間にわたって沼の底にあった1943年型のT-34が、2000年に復活した。その戦車はドイツ軍によって鹵獲され、退却中のドイツ軍が使用したが、その燃料が切れた所でドイツ軍が沼の中へ投棄したものであった。油漏れ・錆・その他水による機械系統への損傷の徴候は見られなかった。エンジンは完全に稼働する状態に回復した。
2019年1月10日にはラオスで稼働状態だった30輌のT-34/85が退役し、協定によりロシアに返還されると報じられた。戦後にチェコスロバキアで生産・輸出された型式でベトナムに納入後、ラオスに引き渡された物という。ロシアでは博物館展示のほか、戦争映画や軍事パレードで用いられる予定。その後2020年6月24日にロシアの戦勝記念パレードで自走する大量のT-34-85が各メディアで報道された。
2023年5月のモスクワで行われたパレードには、この内の1輌のみが、本パレード唯一の戦車として登場したと報道されており、未確認ながらT-34-85がウクライナへの軍事侵攻に使用されている可能性が示されている（一方、他の地域でのパレードには複数の戦車が登場したという報道もあり、本当にロシアがT-34-85をウクライナに出撃させているのかについては不明な点が多い）。

### 民間における現存車両
T-34の各型は、世界各地の軍事博物館で収蔵品として展示されている他、100輛以上が戦争記念のモニュメントとして展示されている。コレクターやマニアの私有物として保有されている車両もあり、非武装化されて運転可能な状態の戦車は、2万から4万米ドルの間で取引されている。
その他に、民間で主に映画製作に使用されているものもある。第二次世界大戦を題材とした多くの映画（例えば『ネレトバの戦い』『戦略大作戦』『誓いの休暇』『プライベート・ライアン』など）では、T-34-85戦車をティーガーI戦車に見えるように改装して使用した。これは実働するティーガーIを撮影用に用いることが難しかったためである。
これらの改造ティーガーは改造の度合いにもよるが、ティーガーIにそれなりに似ている。しかし車体の幅の狭さ、砲塔の位置（T-34の砲塔は車体のかなり前寄りにある。）、転輪や履帯の形状などから見分けられる。
別の有名な例として、マンデラ・ウェイのT-34戦車がある。これは個人所有のT-34-85で、それが置かれている通りの名にちなんで、こう呼ばれている。マンデラ・ウェイはロンドンのBermondsey近くにある。このT-34は画家や落書き芸術家たちによって、頻繁に塗り変えられている。

## 登場作品
T-34は、第二次世界大戦におけるソ連軍の主力戦車の1つであり、同大戦を扱った作品には頻繁に登場している。

### 映画
T-34は現存車両が多いこともあり、第二次世界大戦を扱った戦争映画には数多く登場する。ソ連軍の戦車としての他に、外観はそのままにドイツ軍の国籍標識を描かれて「ドイツ戦車」として登場する例も多い。「現存する車輛」の項で述べたように、大改造を施されてティーガーIその他のドイツ戦車を模した外観に改装されて登場している例もある。

#### 邦画
『ゴジラvsモスラ』
怪獣バトラと陸上自衛隊が名古屋市で交戦するシーンで、なぜか1両が74式戦車や61式戦車などの自衛隊戦車に交じって一瞬だけ登場。登場しているのは砲塔形状より76で、撮影は実物ではなく模型を使用した特撮となっている。同シーンをよく見ると自衛隊戦車ではないレオパルト1やM48パットンらしき戦車も混じっていることから、T-34も含めて数合わせで登場させられたとみられる。
『戦争と人間』
第三部『完結篇』においてノモンハン事変のシーンに登場。なお、登場しているのは85だが、ノモンハン事変の時点でT-34自体がまだ実戦投入されていないので、歴史考証的には誤りである。
このシーンはモスフィルムとの提携により、ソ連ロケを敢行してソ連軍全面協力の下に撮影された。『ヨーロッパの解放』のフィルムからも映像が流用されている。

#### 外国映画
『Czterej pancerni i pies』（『4人の戦車兵と1匹の犬』）
ポーランドのテレビ映画。1966年・1969年・1970年に渡り3シリーズ、計21話が制作されて放映された。
主人公たちの乗る戦車として85が全編にわたって登場する。原作ストーリーでは、102号車「RUDY」号は、当初は76mm砲型（乗員4名）であるが、テレビ映画では、当時手配が容易だった85mm砲型が、全編にわたり「RUDY」号を演じている。
なお、この作品で主人公の乗車する「RUDY」号として、車体と砲塔の各所を切り開いたカットモデルも撮影用に使われており、現在もポーランドの博物館に現存している。
また、ティーガーI重戦車に改造されたものが主に第3話で用いられる。この改造ティーガーはツィンメリット・コーティングが施されている他、車体側面のフェンダー（泥除け）を下方へ垂れる形状にアレンジして転輪を大部分隠しているので、T-34の改造だということが一見では判りづらいものとなっている（第3シリーズには改造の程度が小規模（85であることがはっきりと判るもの）も登場している）。第1シリーズにはパンター中戦車に改造されたものも登場する。
『アントマン』
縮小した85をハンクがキーチェーンで携帯していた。クライマックスで、ピム親娘が拡大させて搭乗し、爆薬の爆破時間が迫るピム・テック本社屋から脱出する。
『サンチャゴに雨が降る』
チリ・クーデターを題材としたフランス・ブルガリア合作映画。ロケ地のブルガリア軍の車両をチリ軍の装備していたM41軽戦車に似せて改造した車両が登場。
戦闘シーンのフィルムは松竹映画『皇帝のいない八月』にも流用されている。
『戦争のはらわた』
ソ連軍戦車として85が登場。ロケ地のユーゴスラビア軍所属の戦後製車両である。
『存在の耐えられない軽さ』
東西冷戦下のチェコスロヴァキアを舞台にしたミラン・クンデラの同名小説の映画化作品。プラハの春を経たチェコ侵攻のシーンにソ連軍の戦車として85が登場。なお撮影はフランスで行われており、プラハにソ連軍が侵攻してきたシーンはリヨンで撮影された。
『地下水道』
ポーランド映画。外観を改装されドイツ軍戦車として登場。作中の台詞では「タイガー戦車」と呼ばれている。
『ナバロンの嵐』
ドイツ軍戦車として登場。『戦争のはらわた』と同じく、ロケ地のユーゴスラビア軍の車両である。
『橋』
外観を改装され「M4 シャーマン」として登場。
『紫日』
満洲侵攻を舞台とした中国映画。58式戦車II型がソ連軍の85として登場。

##### ソ連・ロシア映画
『T-34 ナチスが恐れた最強戦車』
主任設計者のミハイル・コーシュキンを主人公にした作品。
『T-34 レジェンド・オブ・ウォー』
冒頭に主人公らが駆る76が一両登場。多数のドイツ戦車相手に奮戦するが戦闘不能となり、主人公らもドイツ軍の捕虜となる。その後、捕虜となった主人公らがドイツ軍の鹵獲した85に乗せられ、ドイツ軍の戦車演習の標的役となる中で、85とともに収容所を脱出。演習相手だった士官候補生車両や、主人公らを追撃するドイツのV号戦車パンターを撃破する活躍を見せる。
『鬼戦車T-34』
76が登場。フィルム流用の関係上、カットによっては85が登場する。
『ホワイトタイガー ナチス極秘戦車・宿命の砲火』
76および85が登場。
『モスクワ大攻防戦』
76が登場。1940年型および1941年型が登場するが、これらは85、それも戦後型の生産車の車体の砲塔だけを換装したもので、本来の1940/1941年型の車両とは車体の各所が異なっている。また、T-34を大改造したBT-5も登場している。
『ヨーロッパの解放』
76および85が登場。なお、クルスクの戦いのシーンに85が大挙登場しているが、歴史考証的には誤りである。
これらの作品以外にもT-34の登場する映像作品は多い。

### ゲーム
『ARMA 2』
ゲリラ陣営の戦闘車両の1つとして登場し、プレイヤーやAIが操作可能。
『War Thunder』
ソ連陸軍中戦車ツリーに登場。通常ツリーにT-34-76は1940年型, 1941年型及びその装甲強化型のT-34 STZ・1942年型・T-34-85(D-5T）・T-34-85・T-34-57(1941)、プレミア車両に、試作型・T-34E・T-34-57(1942)・T-34-85E(スペースドアーマ一として金網を取り付けたもの）・T-34-100などが実装されている。ドイツ陸軍プレミアム車両にT-34 747(r)として42年型の装甲強化型に車長用キューポラを付けたものが購入可能。中国陸軍通常ツリーにT-34(1943）・T-34-85 Gai(12.7mmDshk重機関銃をキューポラに取り付けたもの）・T-34-85(S-53）・対空戦車としてT-34の車体を使用したType 65 SPAAがプレミアム車両にT-34-85(No.215）が購入可能。開発または購入することでプレイヤーが操作可能になる。
『World of Tanks』
ソ連中戦車としてT-34・T-34-85のほか、派生車両のA-43・T-43、ソ連軽戦車として原型車両のA-20が開発可能。開発することで使用できる。他に「Rudy」（前記『Czterej pancerni i pies』参照）・ソ連中戦車T-34-85M（装甲強化型）が販売されており、購入することで使用できる。
このほかに中国中戦車としてType T-34・Type 58（前記58式戦車参照）、チェコスロバキア中戦車としてKonŠtrukta T-34/100が開発可能で、こちらも開発することで使用できる。

『グランド・セフト・オートV』
85がオブジェクトとして登場。スクラップ置き場に置かれている。オブジェクトなので操縦は出来ず、外観も全体的に錆びている。
『コール オブ デューティシリーズ』
『CoD』
ソ連軍の戦車として登場。一部ステージではプレイヤーも操縦できる。
『CoD:UO』
ソ連軍の戦車として85が多数登場する。
『CoD:FH』
ソ連軍の主人公ニコライが搭乗。スターリングラードでドイツ軍と戦火を交える。
『CoD:WaW』
ソ連軍が使用。85が登場。プレイヤーも1つのミッションで操縦可能だが、機銃ではなく火炎放射器搭載のため、厳密にはOT-34-85と思われる。
『大戦略シリーズ』
85が登場。
『トータル・タンク・シミュレーター』
1941年型が中戦車T-34として、85が改中戦車T-34-85として登場。
『トロピコ5』
『バトルフィールド1942』
ソ連軍の中戦車として85が、重戦車として76が登場する。何故か性能が76と85で入れ替わっている他、車載機銃としてMG42が搭載されている。
『パンツァーフロント』
76および85が登場。76は1941型と1942型がそれぞれ登場。また、架空の車両としてT-34をベースに122mm砲を搭載した駆逐戦車SU-122Sが登場する（SU-122とは別物）。
『パンツァーフロント Ausf.B』
76が登場。フランス戦線と北アフリカ戦線が舞台の作品なので、おまけとしての意味合いが強い。
『虫けら戦車』
76および85が登場し、アリほどの大きさになったドイツ軍のプレイヤーがフィールド上に落ちている車両を見つけることで使用可能になる。85の解説では前述の映画『鬼戦車T-34』を意識したと思われる解説がされている（ただ、前述の通り『鬼戦車T-34』に85はフィルム流用で登場するだけで主役は76である）。
また、小さくなった連合軍は76を装備している。
『メダル・オブ・オナー ヨーロッパ強襲』
ソ連軍兵器として登場。
『メタルサーガニューフロンティア』
プレイヤーの搭乗戦車の1台として登場。

### 小説
『Czterej pancerni i pies』（『四人の戦車兵と一匹の犬』）
ソ連軍に志願し、ポーランド軍大佐などの経歴を持つポーランドの作家、Janusz Przymanowskiによる小説で、同名のテレビ映画シリーズの原作。T-34の102号車「Rudy」号に搭乗するポーランド人戦車兵らが主要登場人物。
『鏖殺の凶鳥』（文庫名：『凶鳥〈フッケバイン〉 ヒトラー最終指令』）
ソ連軍の戦車として85が登場。ドイツ領内に墜落した国籍不明機の回収に派遣された武装親衛隊のティーゲル戦闘団と遭遇・交戦し、多数が撃破される。さらに米軍のB-17による不明機への爆撃に巻き込まれたり、不明機からの攻撃で多大な被害を出す。序盤でも主人公を含むドイツ国防軍と交戦し、主人公側勢力に多大な損害を与えつつも、被害が大きかったため撤退している。
『機動要塞「大和」』
第二次世界大戦時にタイムスリップした現代の日本列島の北海道に上陸したり、関東軍攻撃のため満洲に派遣される。
『征途』
戦後日本が分断国家になった世界で、ソ連から東側陣営の日本民主主義人民共和国（北日本）に供与された85が人民赤軍戦車として登場。1950年代の北海道戦争にて、西側陣営の日本国（南日本）警察予備隊のM4A3E8シャーマン・イージー・エイト特車と交戦する。
『ねじまき鳥クロニクル』
第3部「鳥刺し男編」にて、登場人物の1人の間宮徳太郎により言及される。

### アニメ・漫画
『ウクライナ混成旅団』
単行本「幻の豹 The Panther in Ukraina 1950」または「独立戦車隊」収録作品。ラーゲリに3両配備されており、UPAの暴動の際に出撃するが、1両は火炎瓶による攻撃で無力化され、残る2両はV号戦車パンターの攻撃を受けて撃破される。
その後、V号戦車を丘まで5両で追撃するが、返り討ちに合い、全車撃破される。
『ガールズ&パンツァー』
TVアニメ版、劇場版、劇場版最終章、漫画（プラウダ戦記）にプラウダ高校の主力戦車として76 1942年型と85が登場。85はカチューシャとクラーラが乗車している。プラウダ戦記ではT-34-Tも保有している。
『旭日の艦隊』『紺碧の艦隊』
後世世界に登場。コミック版ではインド派遣のイギリス軍として登場。コミック版・OVA版では跨乗兵を乗せた状態でドイツ戦車に破壊されるほか、ティーガーIIへの零距離射撃を行うも弾かれてしまう。
『銀河英雄伝説』
作中の「歴史資料」の映像に85が登場する。
『ココロ図書館』
アニメ版第11話に敵軍戦車隊として2両が登場。
『宮崎駿の雑想ノート』シリーズ
『豚の虎』で76、『ハンスの帰還』で85、『泥まみれの虎』で76と85が登場。
『みりたり!』
メインキャラの1人、ルトガルニコフの愛車として登場。大きくデフォルメされて描かれているため特徴がわかりづらいが、設定上は85とされている。
小林源文作品
代表作『パンツァーフォー！』『黒騎士物語』他、第二次世界大戦の独ソ戦が舞台の作品には必ず登場している。『オメガ7』でもセルビア勢力のものらしき85が登場する。